# Centru, Suceava
Centrul Sucevei este zona urbană cea mai veche a municipiului Suceava, orașul reședință al județului cu același nume. În jurul acestuia s-a dezvoltat actuala localitate.

## Localizare
Spre deosebire de majoritatea orașelor, unde centrul este situat în mijlocul teritoriului intravilan al localității, fiind înconjurat de celelalte cartiere, în cazul municipiului Suceava centrul este dispus în partea sud-estică a orașului. În partea de nord și nord-vest, zona centrală se continuă cu cartierul Zamca, iar către vest cu cartierul Areni. În partea nord-estică a zonei centrale se află Hărbăria, unde relieful coboară (abrupt în unele locuri) către valea râului Suceava. Principalele artere rutiere care străbat zona centrală sunt străzile Ana Ipătescu, Ștefan cel Mare, Nicolae Bălcescu, Petru Rareș, Vasile Alecsandri, Curtea Domnească (fostă Karl Marx), Mihai Viteazul, Mitropoliei (fostă V.I. Lenin) și Mirăuți.

## Istoric și obiective

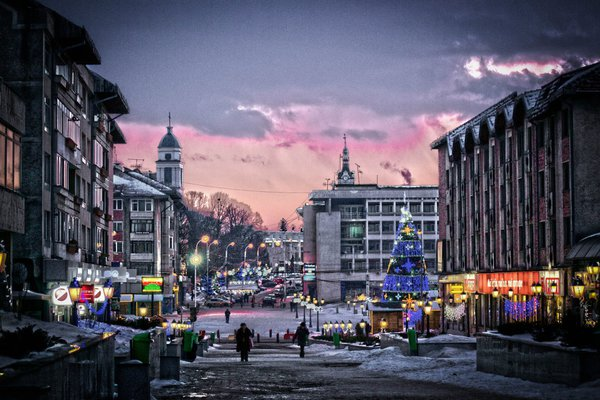
Vedere nocturnă cu strada Ștefan cel Mare

Centrul istoric al Sucevei a fost în mare parte demolat în anii '60 ai secolului al XX-lea, în cadrul procesului de sistematizare din perioada comunistă, pe locul multor dintre vechile imobile ridicându-se blocuri de locuințe. Între clădirile importante dispărute se numără: Casa Națională (edificiu emblematic pentru oraș în prima jumătate a secolului al XX-lea), Cafeneaua Armenească, Teatrul de Vară, Cinematograful „Tineretului” și Hotelul „Langer”. Cu toate acestea, câteva clădiri au supraviețuit până astăzi și au statutul de monumente istorice și de arhitectură: Hanul Domnesc (care găzduiește Muzeul Etnografic și reprezintă cea mai veche clădire civică ce s-a păstrat în întregime din Suceava), Muzeul de Științele Naturii, Muzeul Național al Bucovinei (cu secțiile de istorie și artă), Colegiul de Artă „Ciprian Porumbescu” (corpul A), Colegiul Național „Ștefan cel Mare”, Palatul Administrativ (care găzduiește Consiliul Județean și Prefectura), Casa Polonă, cele două corpuri ale Bibliotecii Bucovinei „I.G. Sbiera”, Casa Memorială „Simion Florea Marian”, Casa „Costin Tarangul”, casa în care a locuit compozitorul Ciprian Porumbescu, Clădirea Sindicatelor (Casa Samuil Isopescu), clădirea fostului restaurant „Național” (Casa Prunkul), clădirea cu arhitectură Art Nouveau „Karl Schorr” de la intrarea în parcul central, Casa Corpului Didactic „George Tofan”, Casa Prieteniei etc.

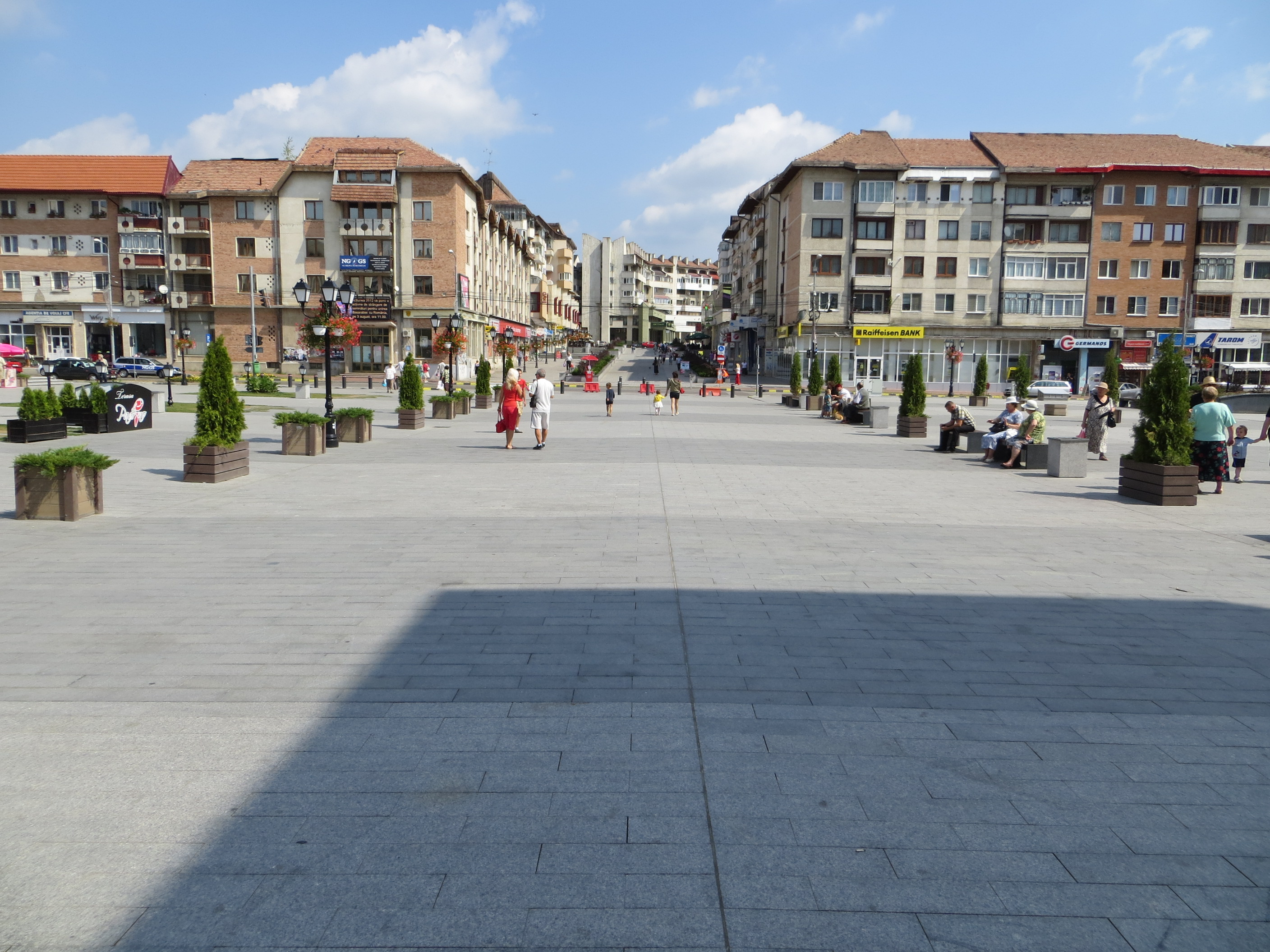
Zona pietonală a străzii Ștefan cel Mare

În perimetrul cuprins între actualele străzi Ștefan cel Mare, Nicolae Bălcescu, Ana Ipătescu și Petru Rareș se află situl arheologic „Vechiul centru medieval al orașului Suceava”. Aici se găsește Curtea Domnească, construită la sfârșitul secolului al XIV-lea și refăcută în timpul domniilor lui Ștefan cel Mare (1457–1504) și Vasile Lupu (1634–1653). Curtea Domnească (ce includea și Palatul Domnesc) a fost abandonată la sfârșitul secolului al XVII-lea, iar în prezent se află în ruine. În vecinătatea estică se întindea vechea zonă comercială a orașului, de-a lungul axului format din actualele străzi Curtea Domnească și Armenească, ultima constituind vechea zonă armenescă a orașului, care face legătura cu cartierul Zamca. Zona armenescă include câteva case ce datează din secolele al XVIII-lea și al XIX-lea, considerate monumente de arhitectură. Vechea zonă comercială din jurul străzii Curtea Domnească a fost demolată aproape în întregime în perioada regimului comunist.

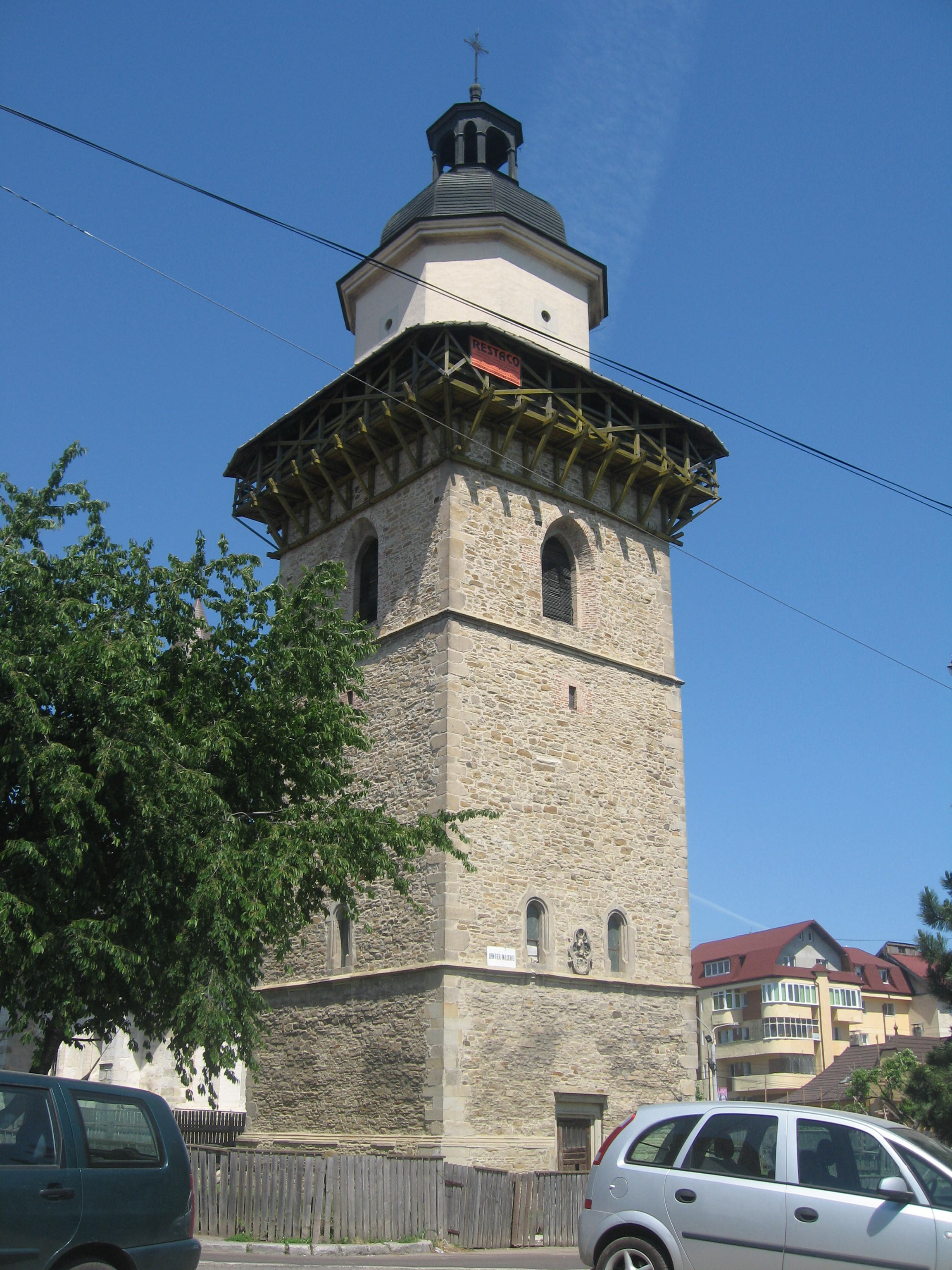
Turnul lui Lăpușneanu

În centrul Sucevei se găsesc câteva lăcașuri de cult ortodoxe ce datează din perioada medievală: Mănăstirea Sfântul Ioan cel Nou (ce include Biserica Sfântul Gheorghe, monument UNESCO), Biserica Mirăuți (cel mai vechi edificiu religios al orașului), Biserica Sfântul Dumitru (cu turnul-clopotniță sau turnul lui Alexandru Lăpușneanu, emblematic pentru oraș), Biserica Coconilor, Biserica Învierea Domnului, Biserica Sfântul Nicolae, Biserica Sfânta Cruce, ultima dintre ele construită de comunitatea armenească locală. În prima jumătate a secolului al XIX-lea credincioșii romano-catolici din oraș au ridicat Biserica Sfântul Ioan Nepomuk, aflată în prezent vizavi de Palatul Administrativ. Există și un lăcaș de cult mozaic, Sinagoga Gah, construită în 1870.

Casa de Cultură

Parcul central a fost amenajat pe locul unor foste grădini, reduse în a doua jumătate a secolului al XIX-lea ca urmare a dezvoltării orașului. Începând cu data de 12 noiembrie 2009, se numește Parcul Profesor Ioan Nemeș. Pe teritoriul său sunt amplasate busturile lui Ciprian Porumbescu, Petru Rareș și Dimitrie Loghin, alături de Monumentul eroilor suceveni. Alte parcuri din zona centrală sunt: Parcul Simion Florea Marian (în fața casei memoriale a folcloristului), Parcul Drapelelor (în apropierea Palatului de Finanțe, cu statuia „Bucovina înaripată” și busturile lui Iancu Flondor, Alexandru Ioan Cuza și Iacob Zadik), Parcul Trandafirilor de lângă Palatul de Justiție (unde se găsesc busturile lui Costache Negri, Mihail Kogălniceanu și Alecu Russo). În 1974 au fost inaugurate Magazinul Universal „Bucovina” și Complexul „Moda”, două edificii ce au devenit în timp reprezentative pentru oraș. Tot reprezentativ este și Hotelul „Bucovina”, construit pe locul fostului Teatru de Vară. În prezent, este cea mai mare unitate hotelieră din Suceava.
Între clădirile emblematice ale Sucevei se numără edificiul fostului Cinematograf „Modern” (care a funcționat între 1959–2010, astăzi transformat în Teatrul Municipal „Matei Vișniec”) și Casa de Cultură (ridicată în perioada 1965–1969, după planurile arhitectului Nicolae Porumbescu). În fața Casei de Cultură a fost amenajată esplanada centrală, cunoscută și sub numele Piața 22 Decembrie. În subsolul acesteia au fost construite două parcări subterane. În estul și sud-estul centrului Sucevei se află Parcul Șipote-Cetate, cea mai întinsă zonă de agrement a municipiului. Principalul punct de atracție al parcului îl constituie statuia ecvestră a lui Ștefan cel Mare, operă a sculptorului Iftimie Bârleanu. Monumentul are 23 de metri înălțime (cea mai mare lucrare de acest gen din țară), fiind vizibil din mai multe puncte ale zonei centrale. Parcul Șipote-Cetate se continuă cu Cetatea de Scaun a Sucevei, de asemenea vizibilă din centrul orașului, și Muzeul Satului Bucovinean, amenajat în aer liber. Tot aici se află și Cimitirul Pacea, cel mai mare cimitir al orașului, cu mai multe monumente, printre care și opera sculptorului Vladimir Florea, Monumentul eroilor căzuți pentru apărarea patriei în anii 1916–1918 și 1941–1945.

## Imagini

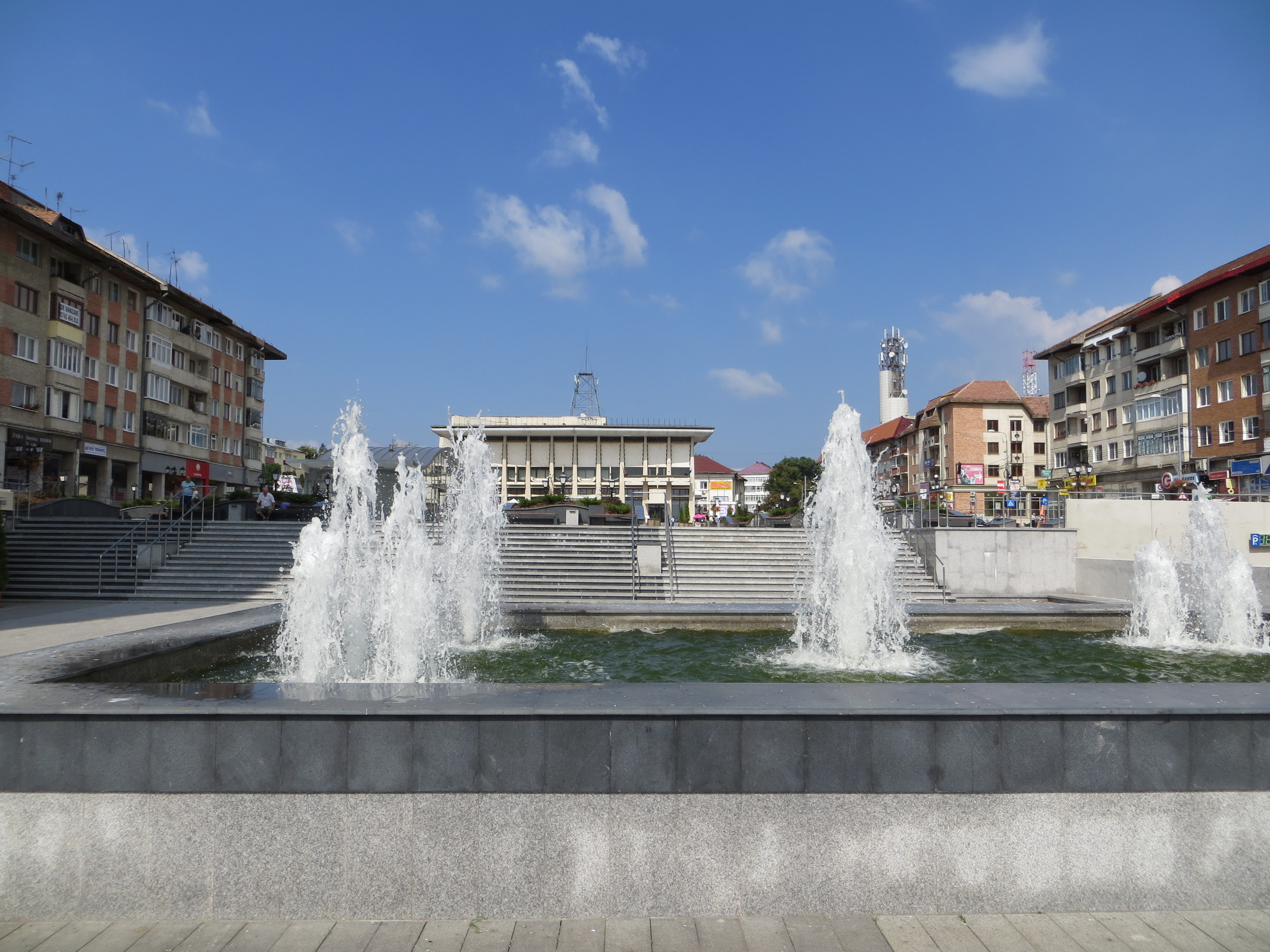
Piața 22 Decembrie
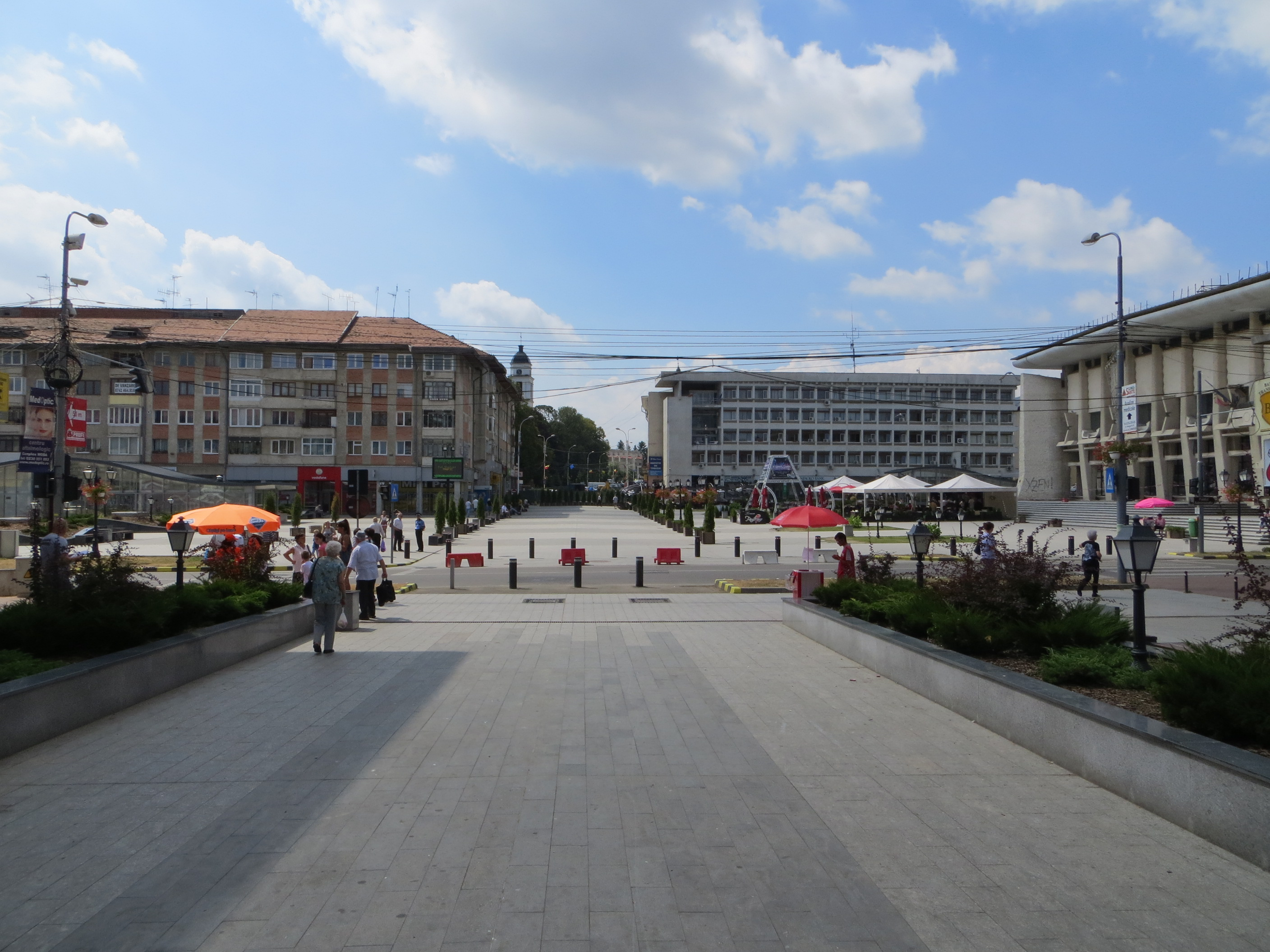
Strada Ștefan cel Mare
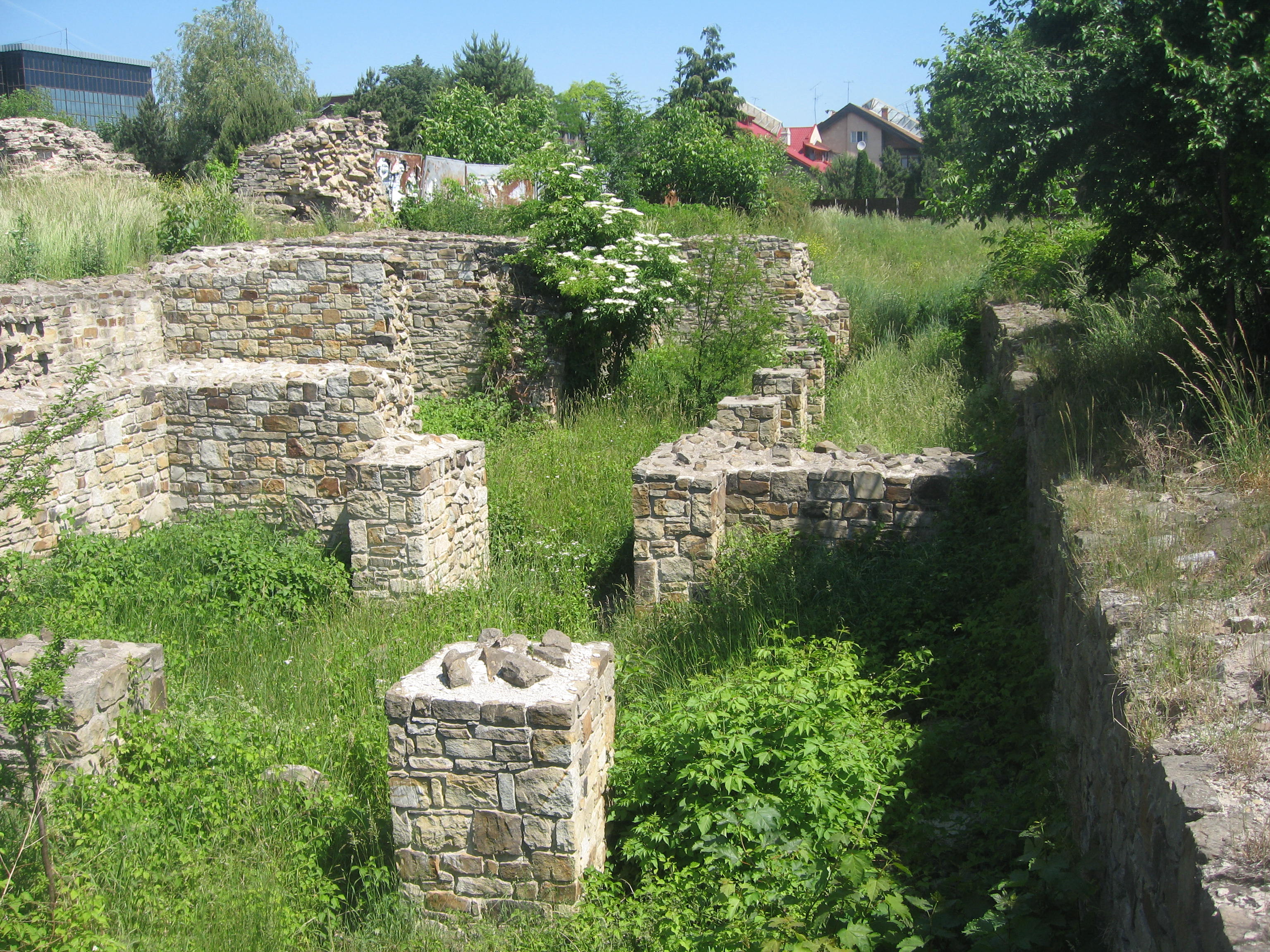
Curtea Domnească
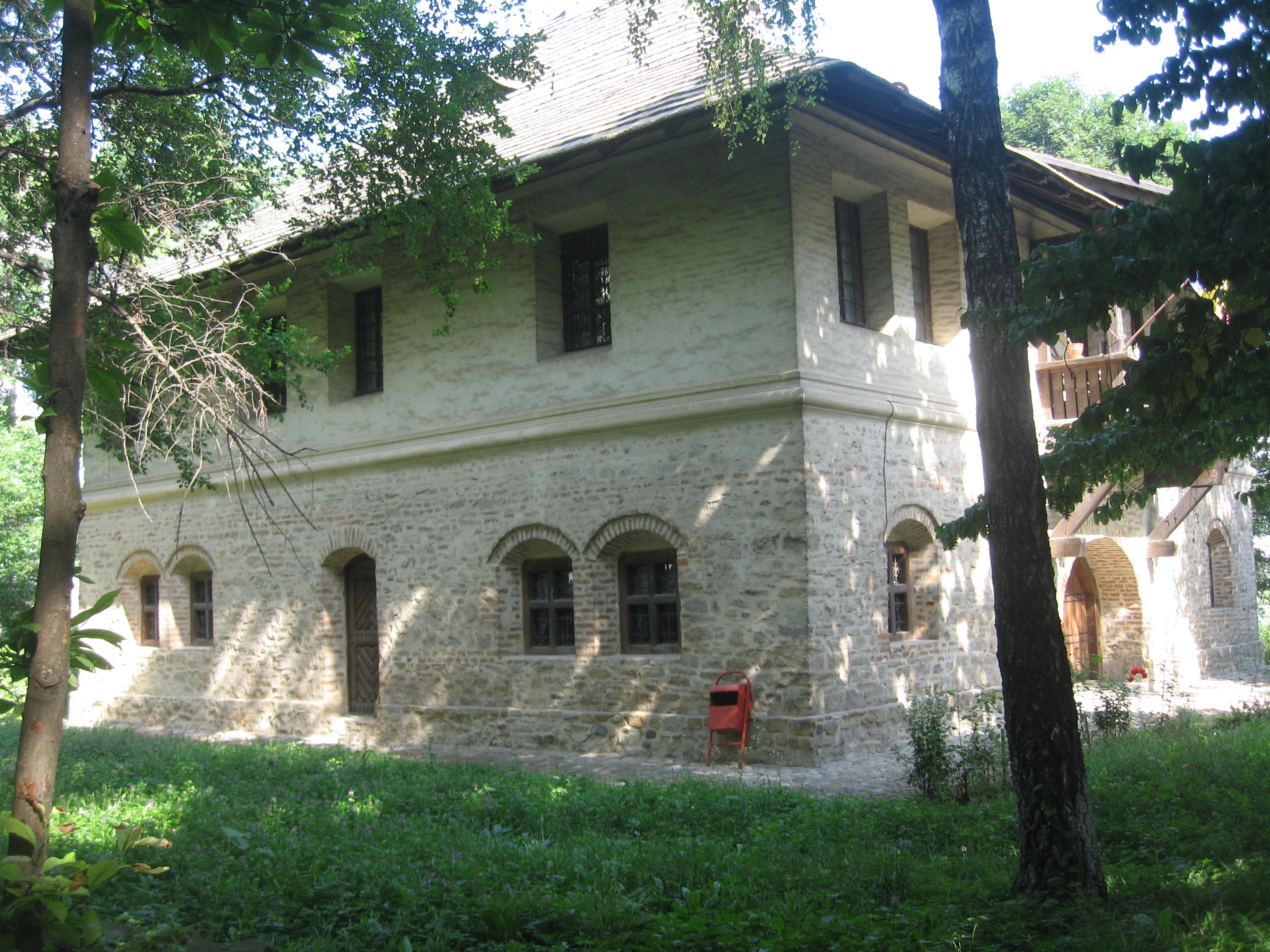
Hanul Domnesc
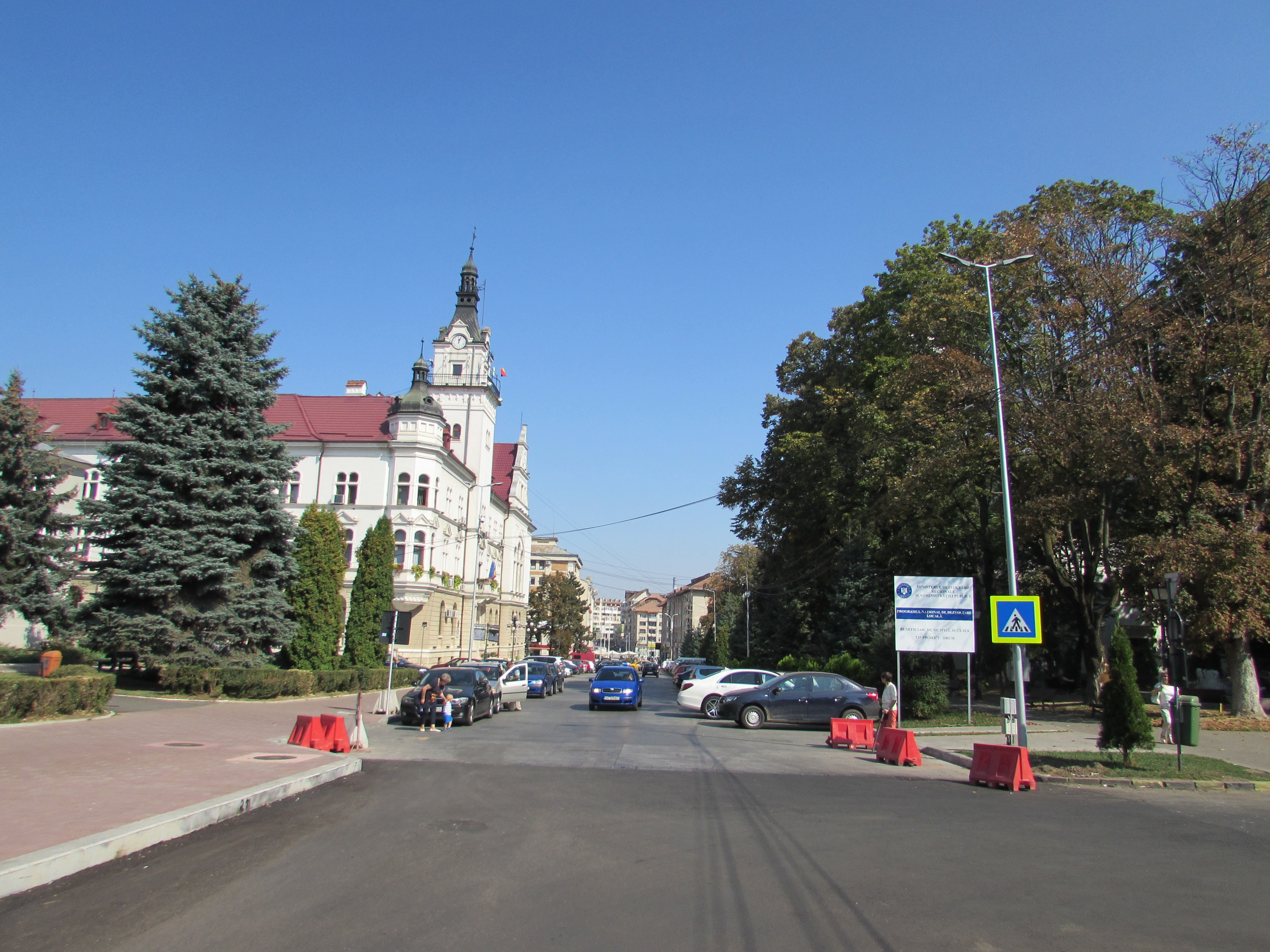
Strada Ștefan cel Mare și Palatul Administrativ
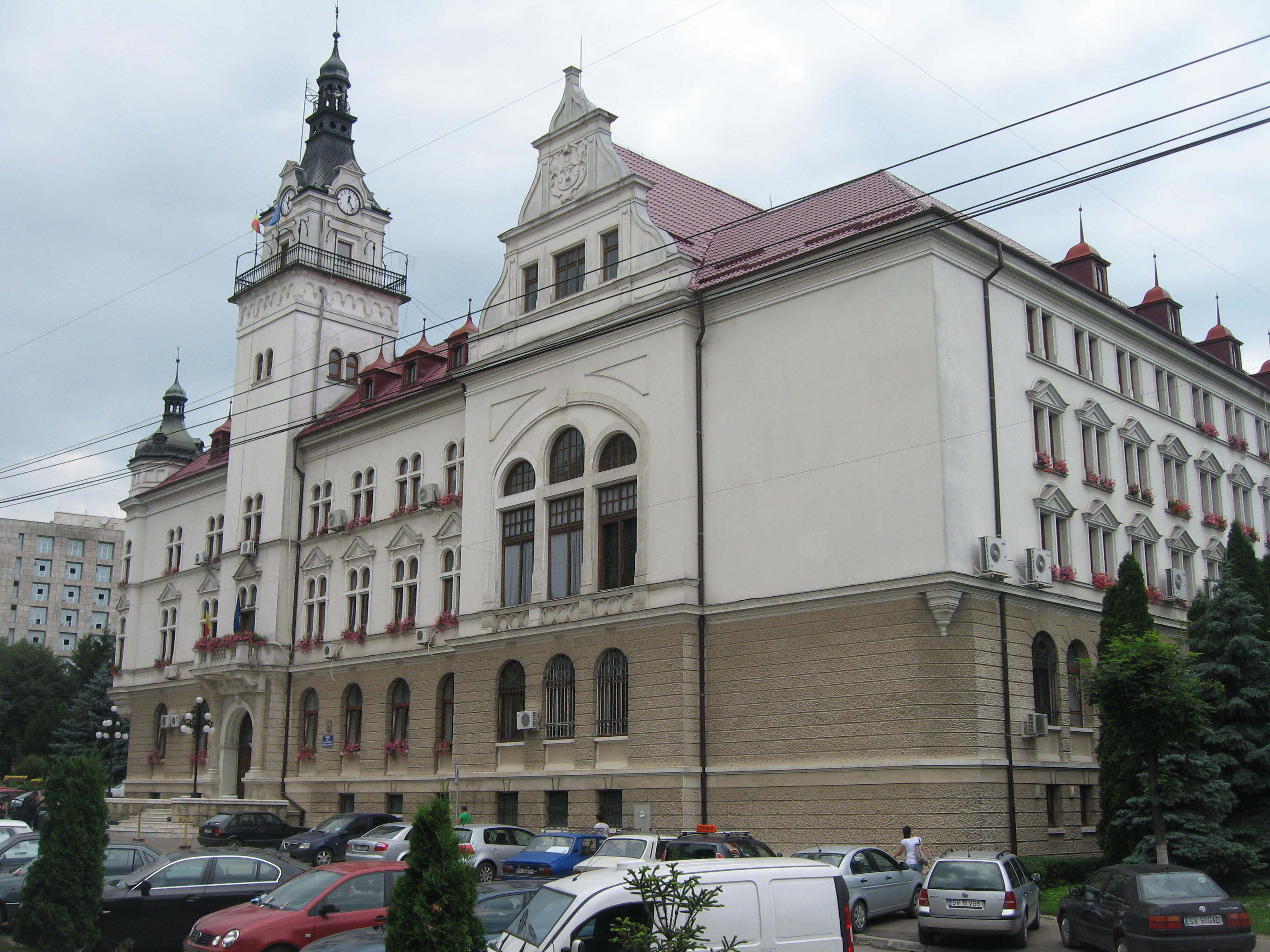
Palatul Administrativ
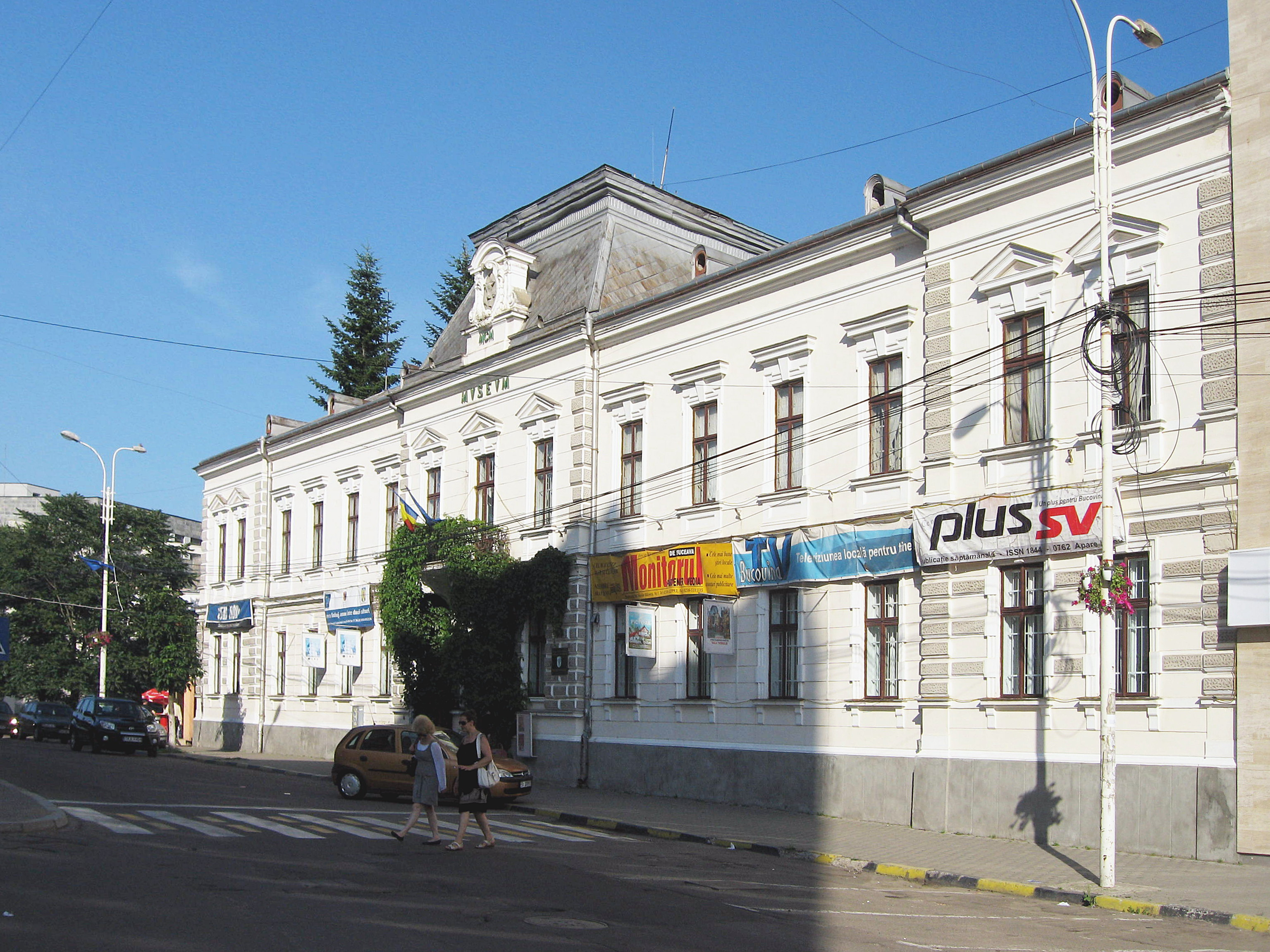
Muzeul Bucovinei și Muzeul de Istorie
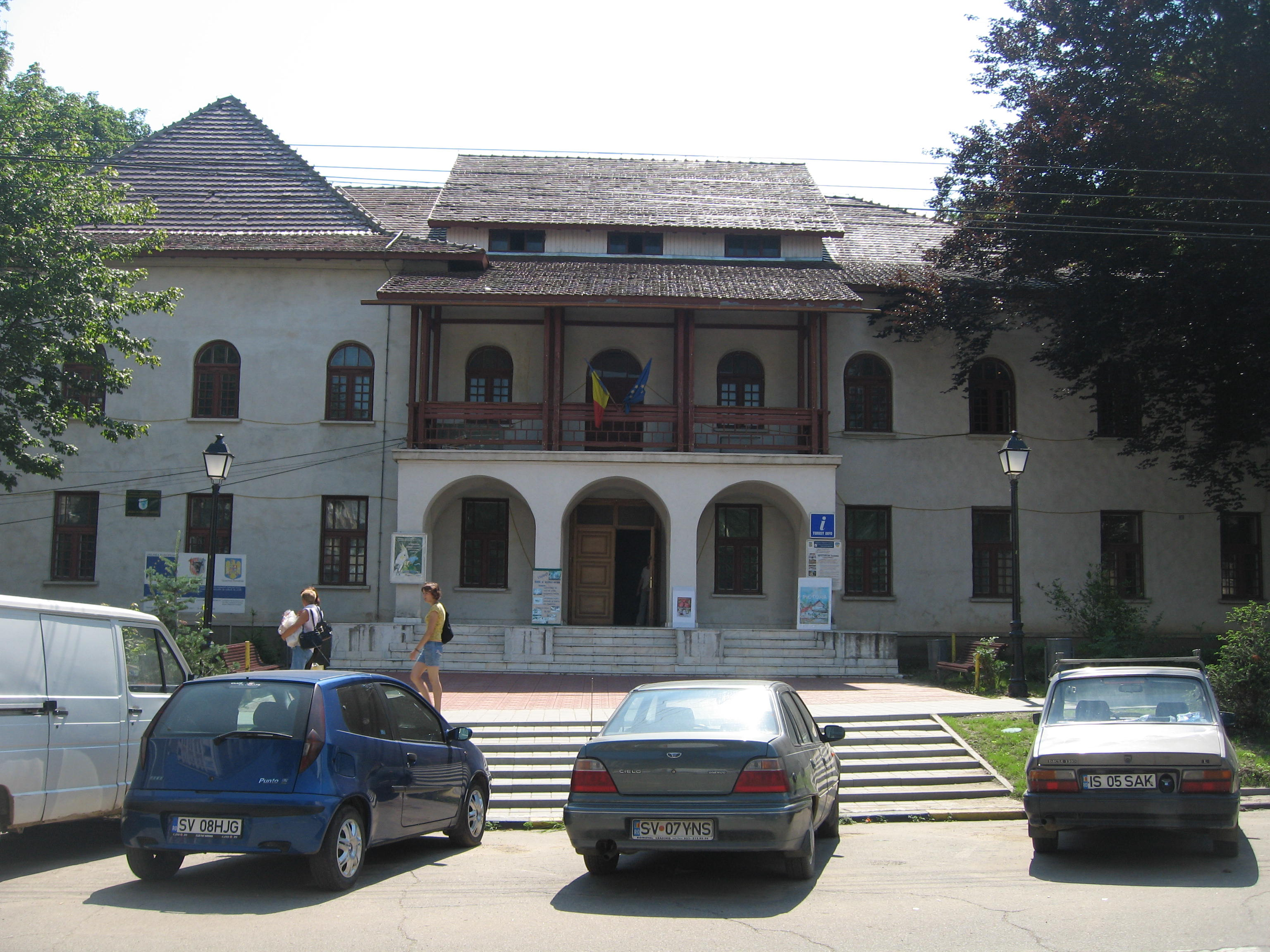
Muzeul de Științele Naturii
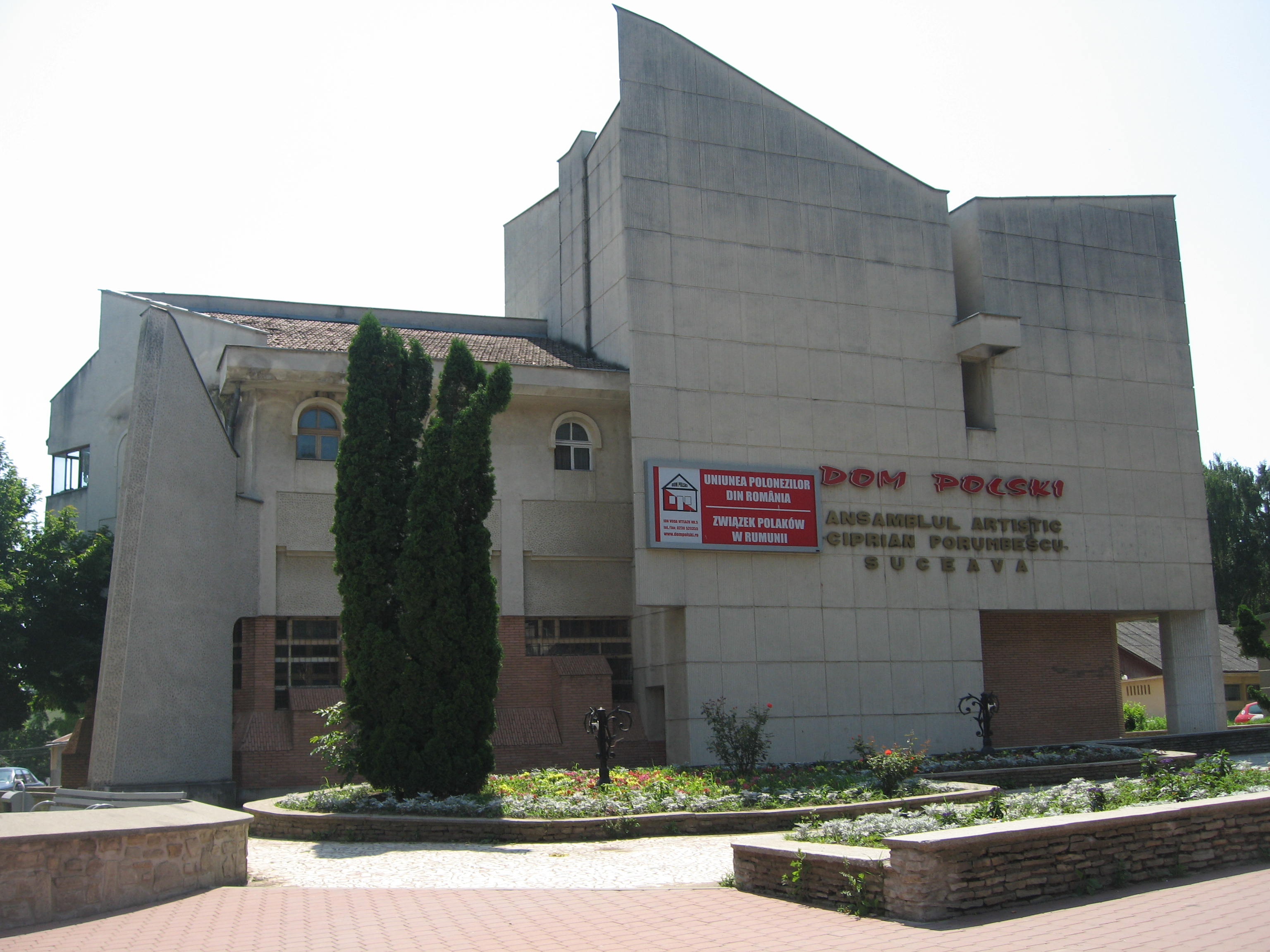
Casa Polonă
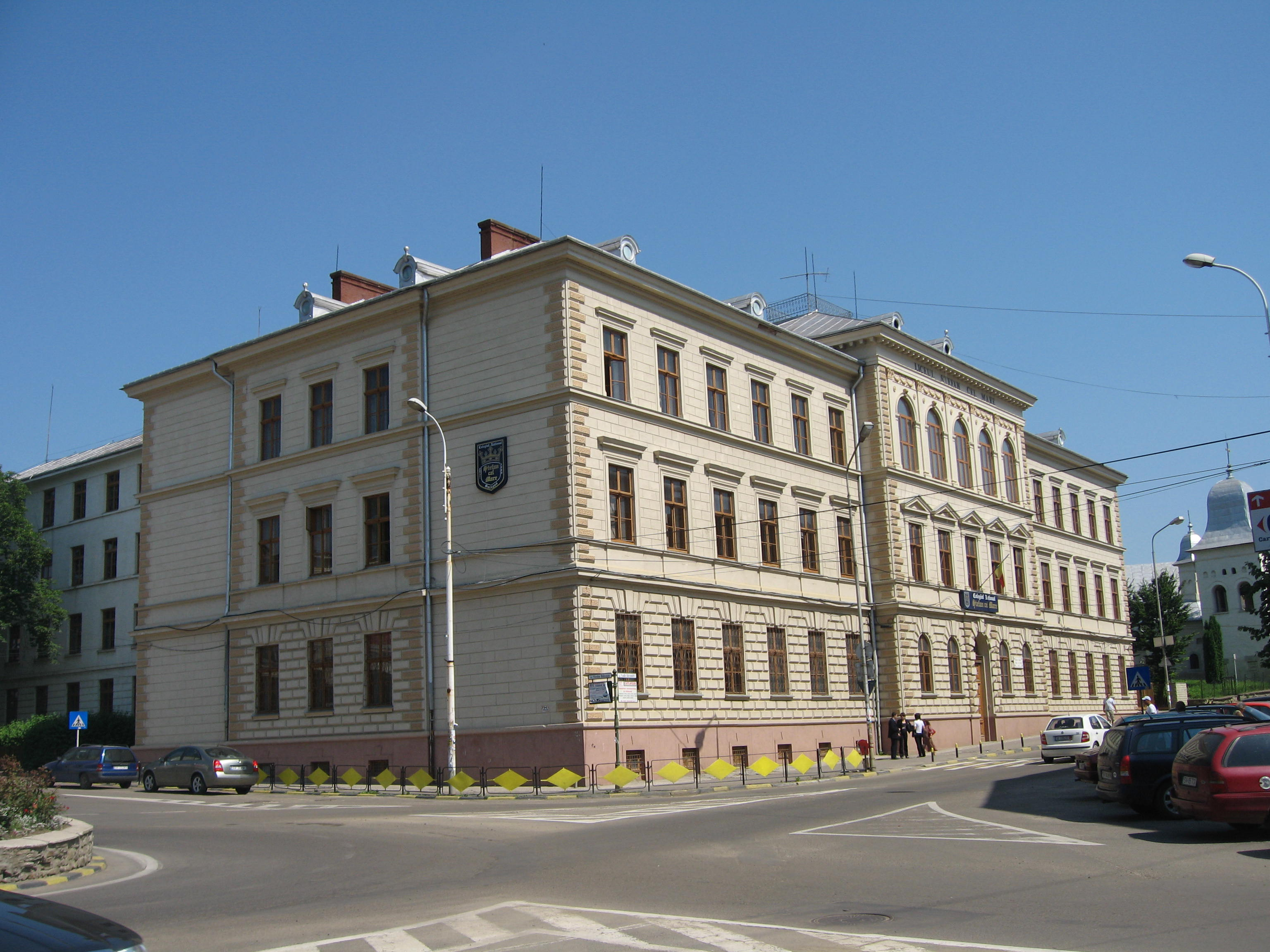
Colegiul Național „Ștefan cel Mare”
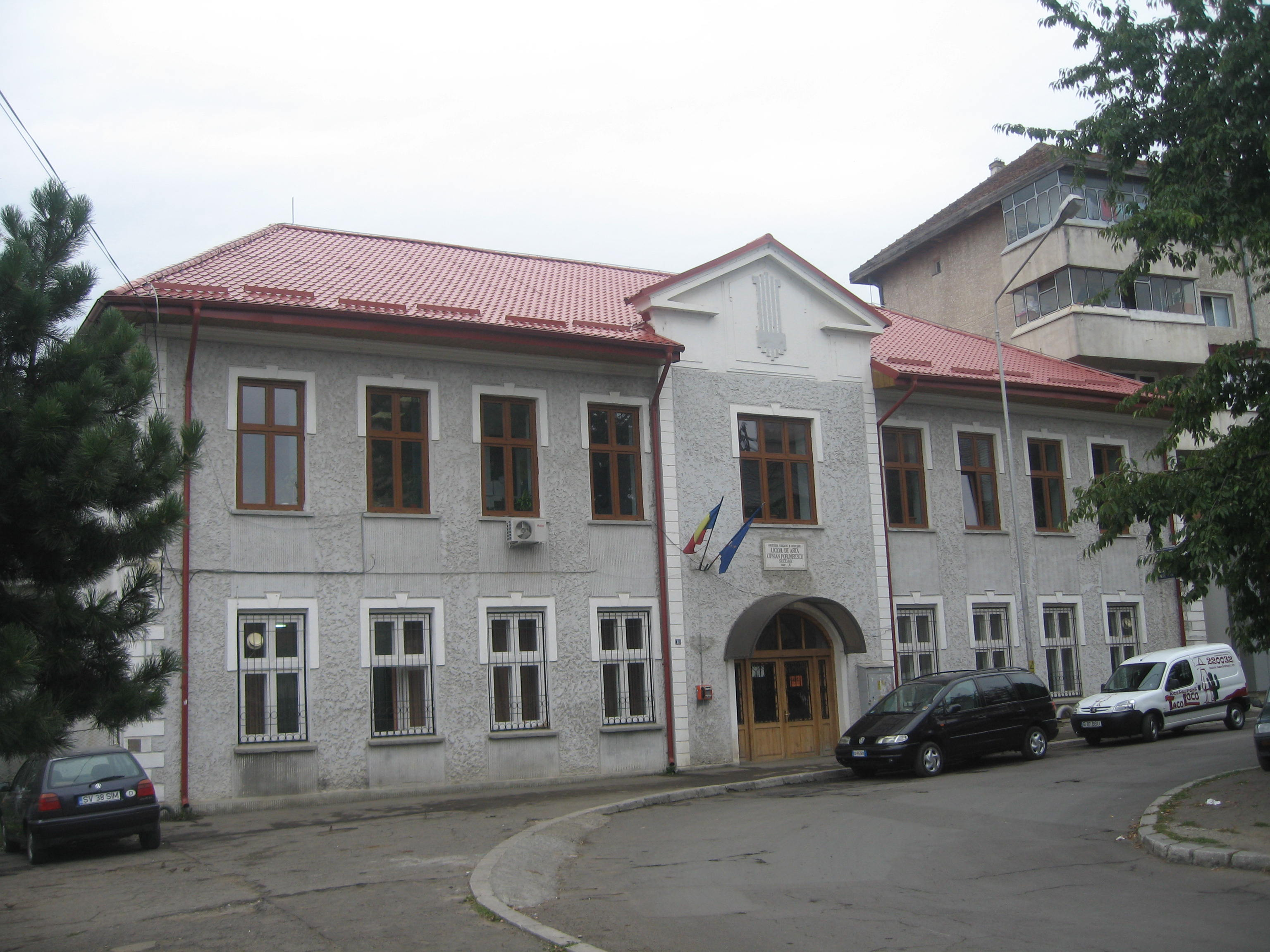
Colegiul de Artă „Ciprian Porumbescu”
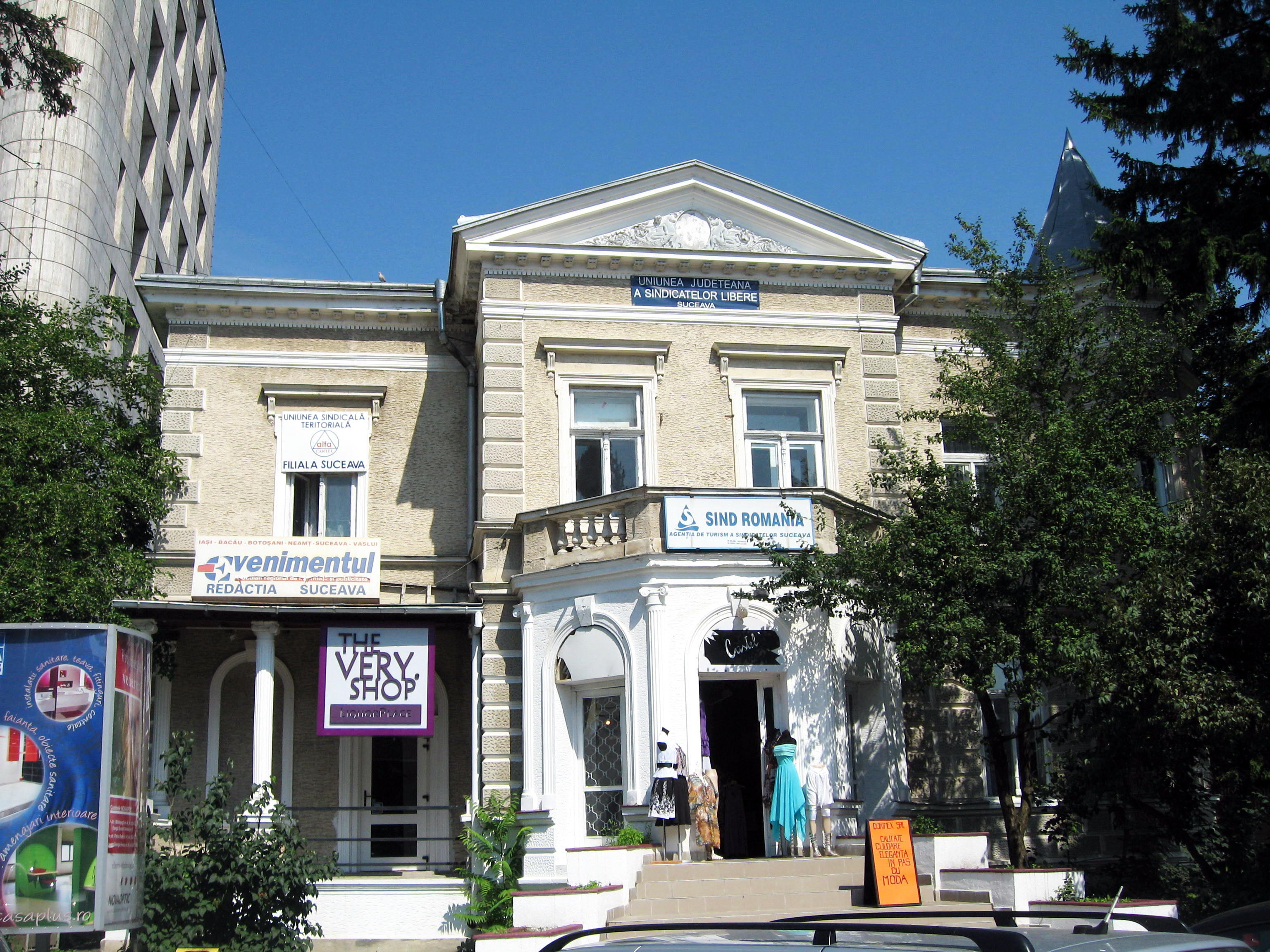
Clădirea Sindicatelor
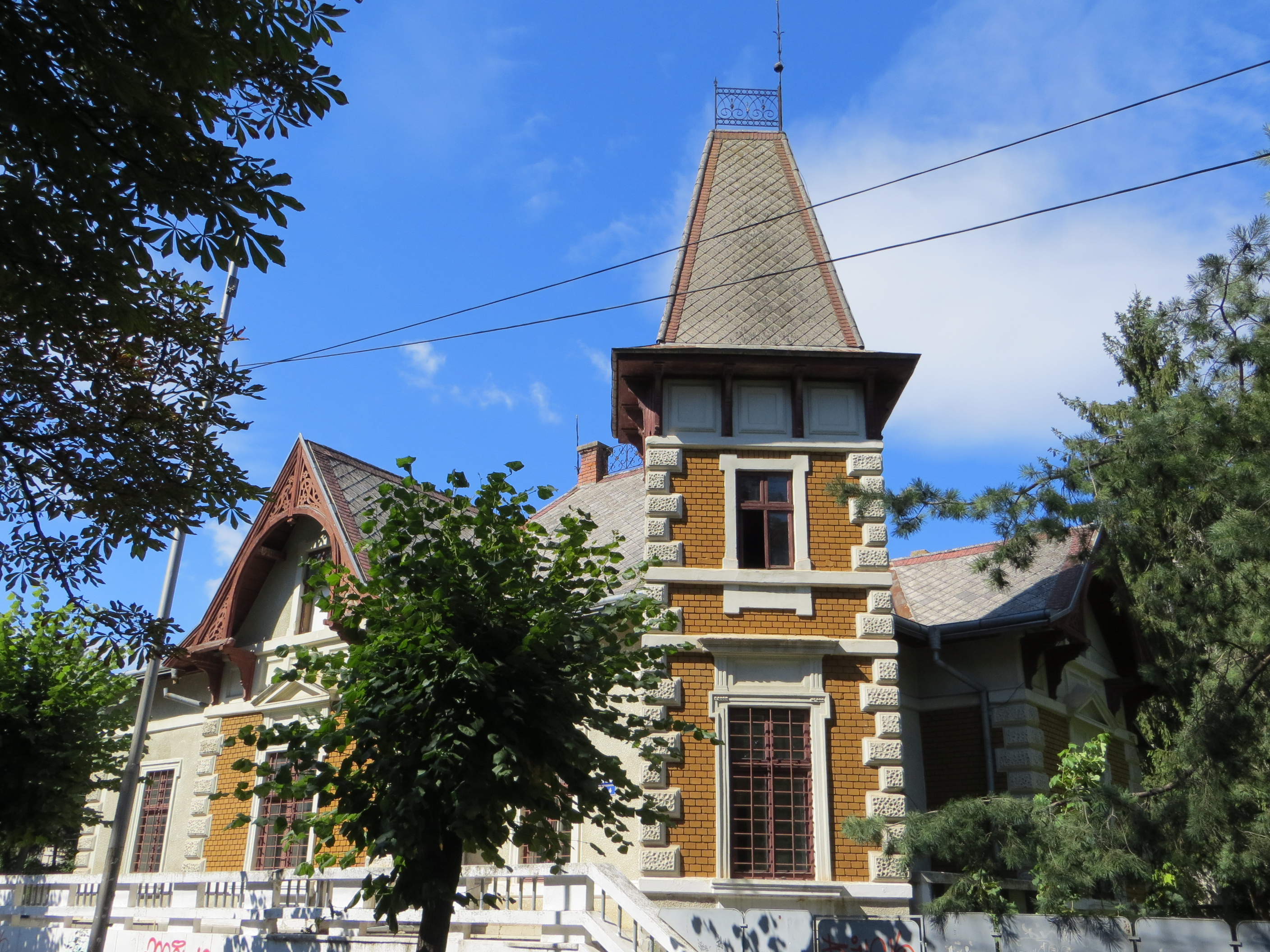
Casa din Aleea Trandafirilor nr. 4
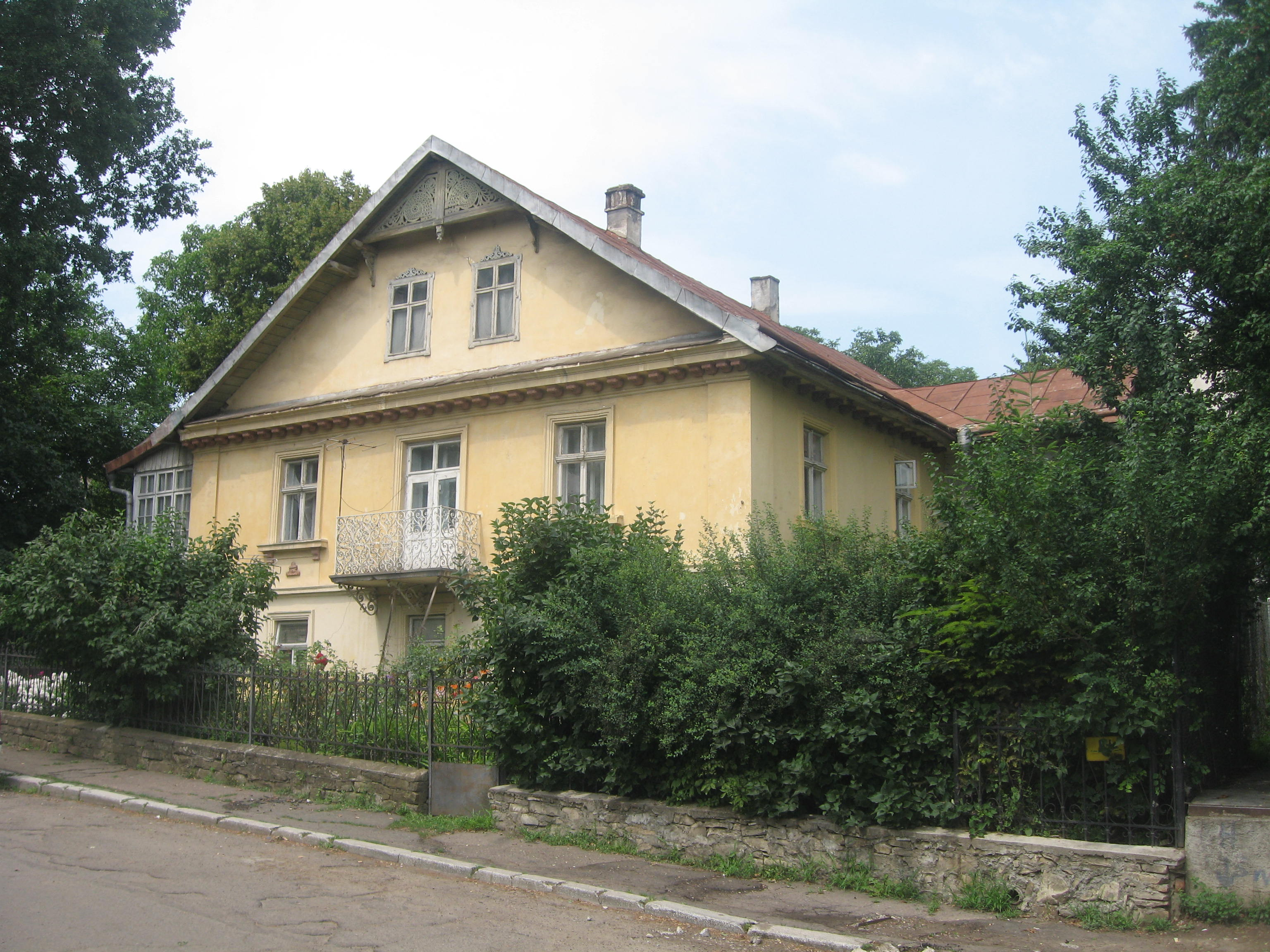
Casa „Costin Tarangul”
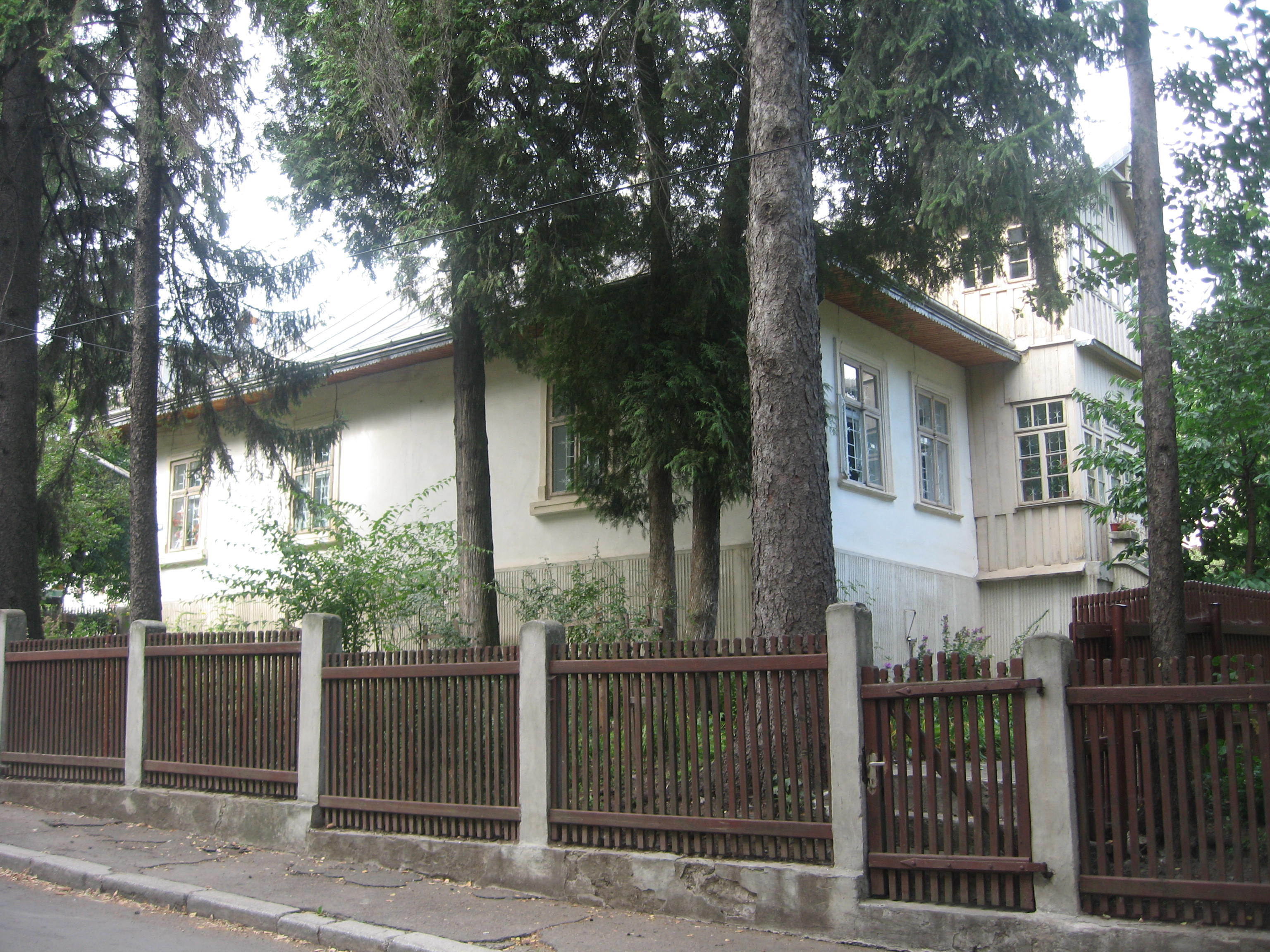
Casa Memorială „Simion Florea Marian”
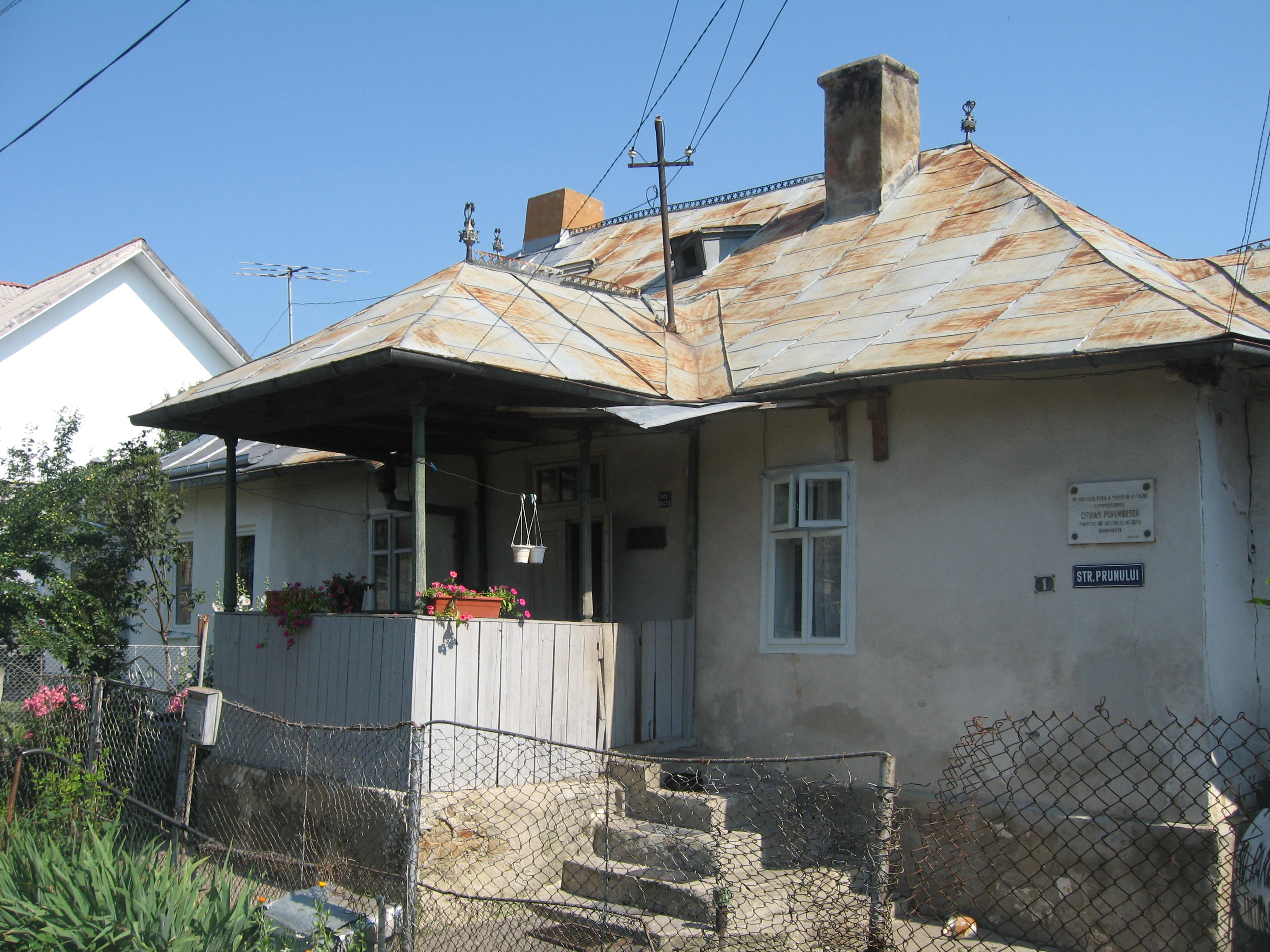
Casa „Ciprian Porumbescu”
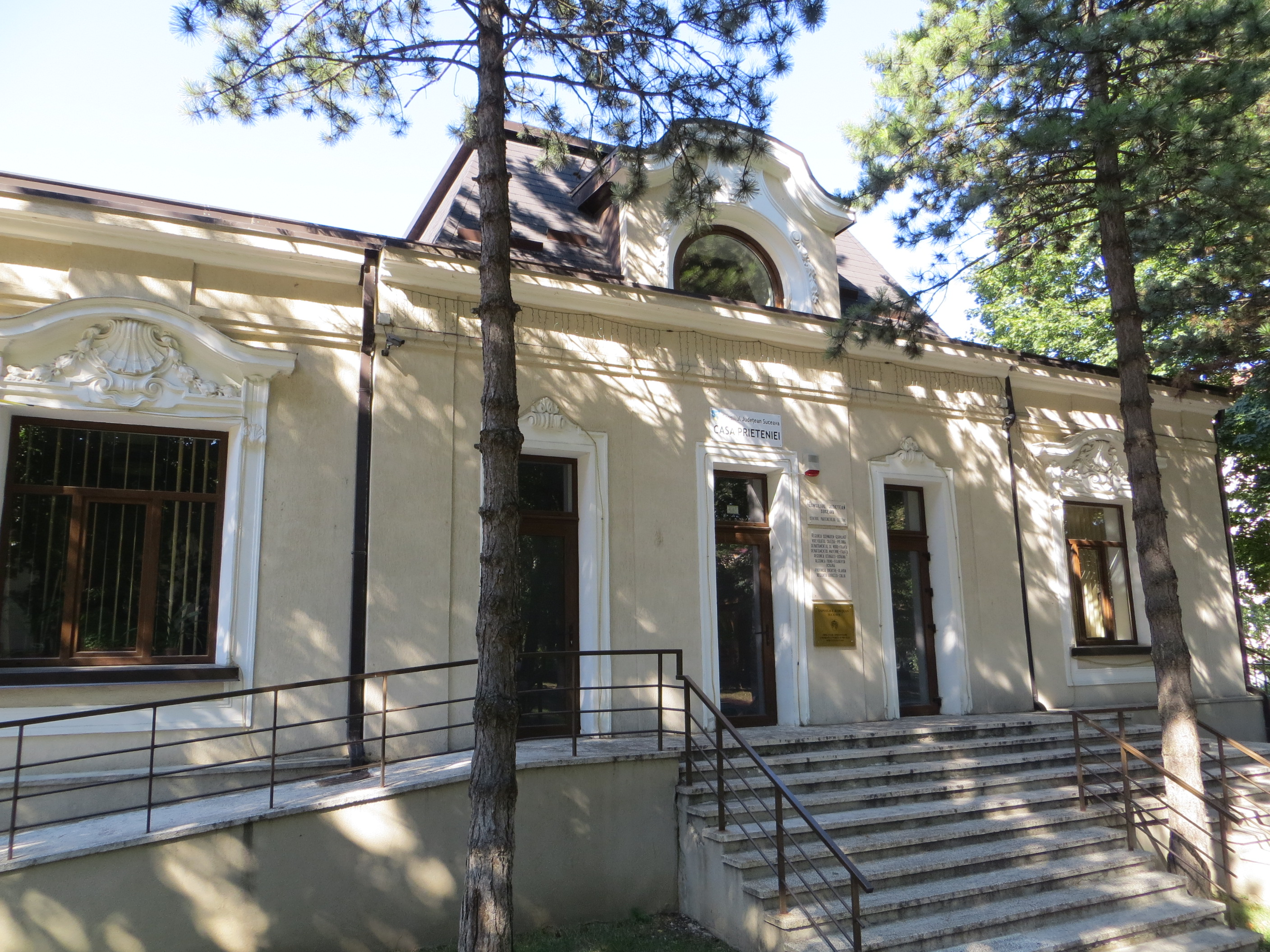
Casa Prieteniei
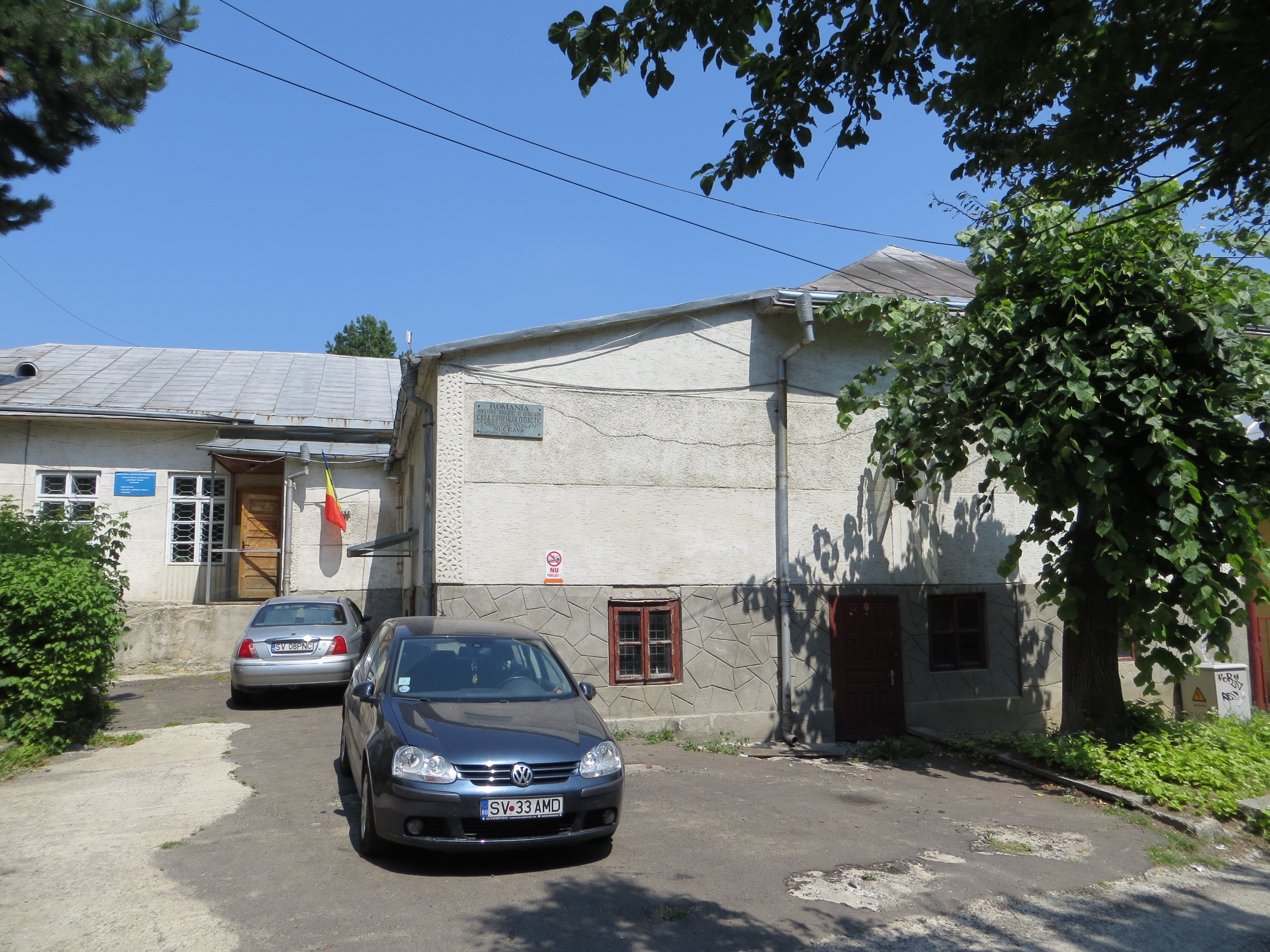
Casa Corpului Didactic „George Tofan”
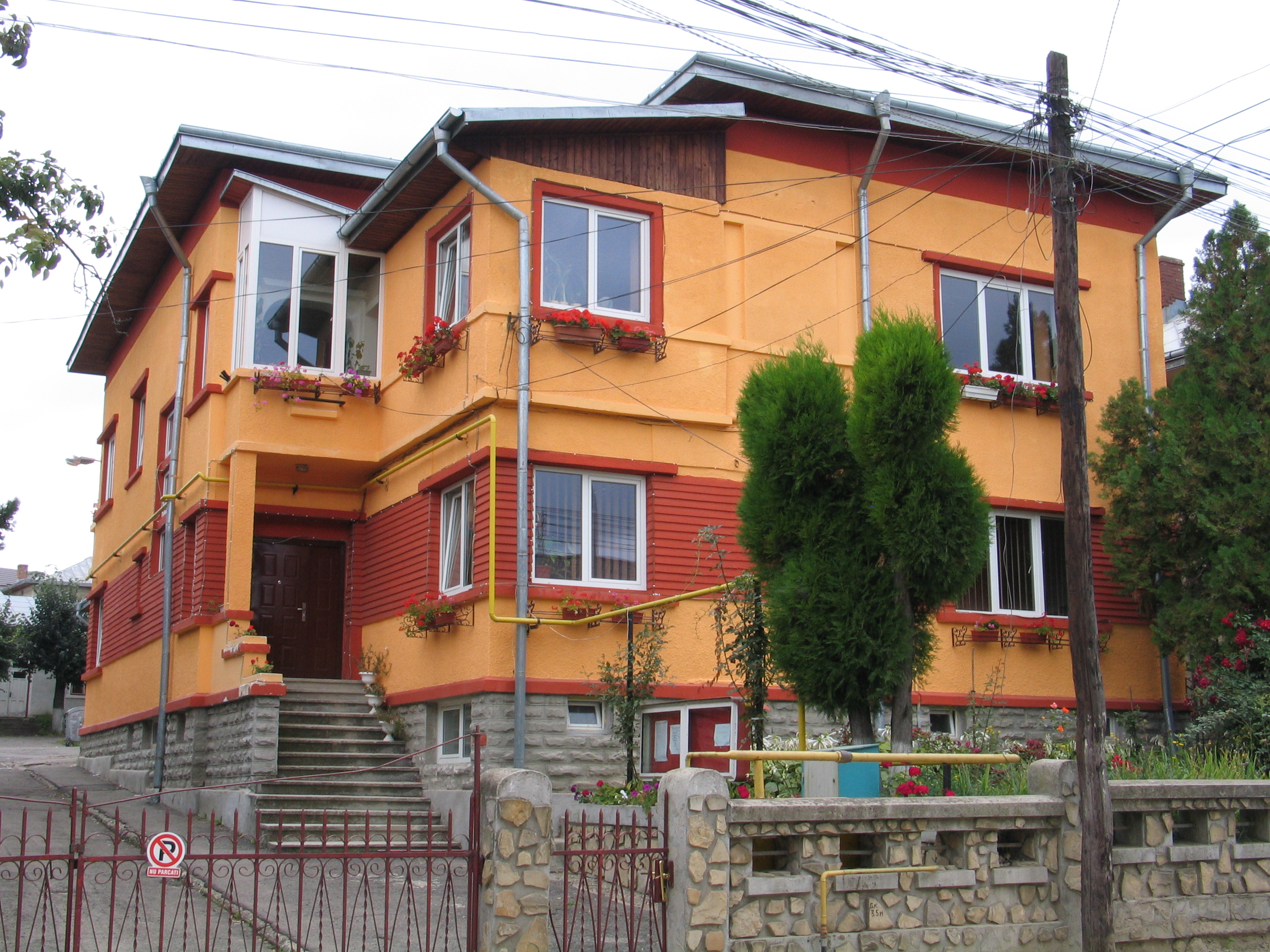
Palatul Copiilor
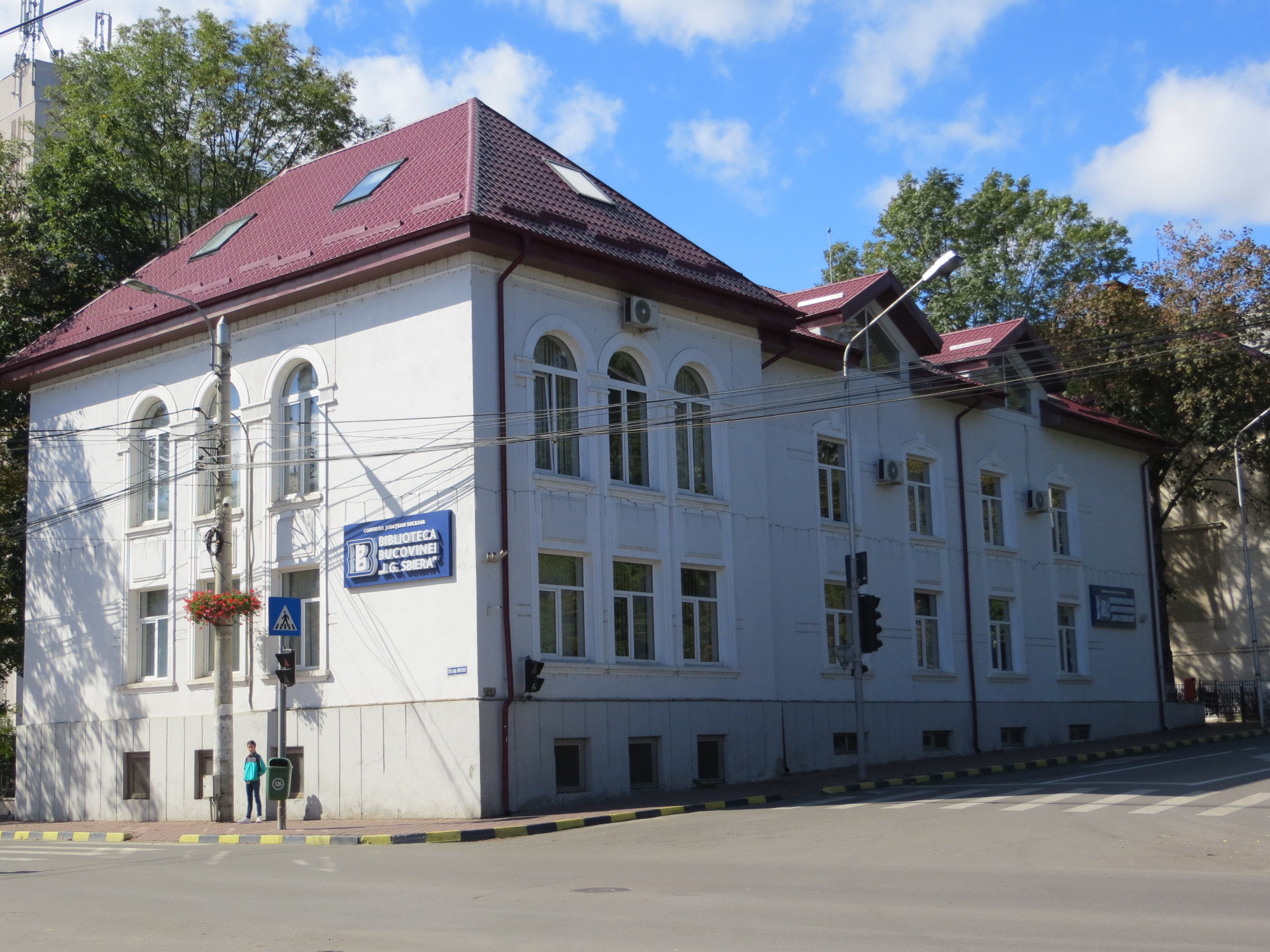
Biblioteca Bucovinei „I.G. Sbiera”
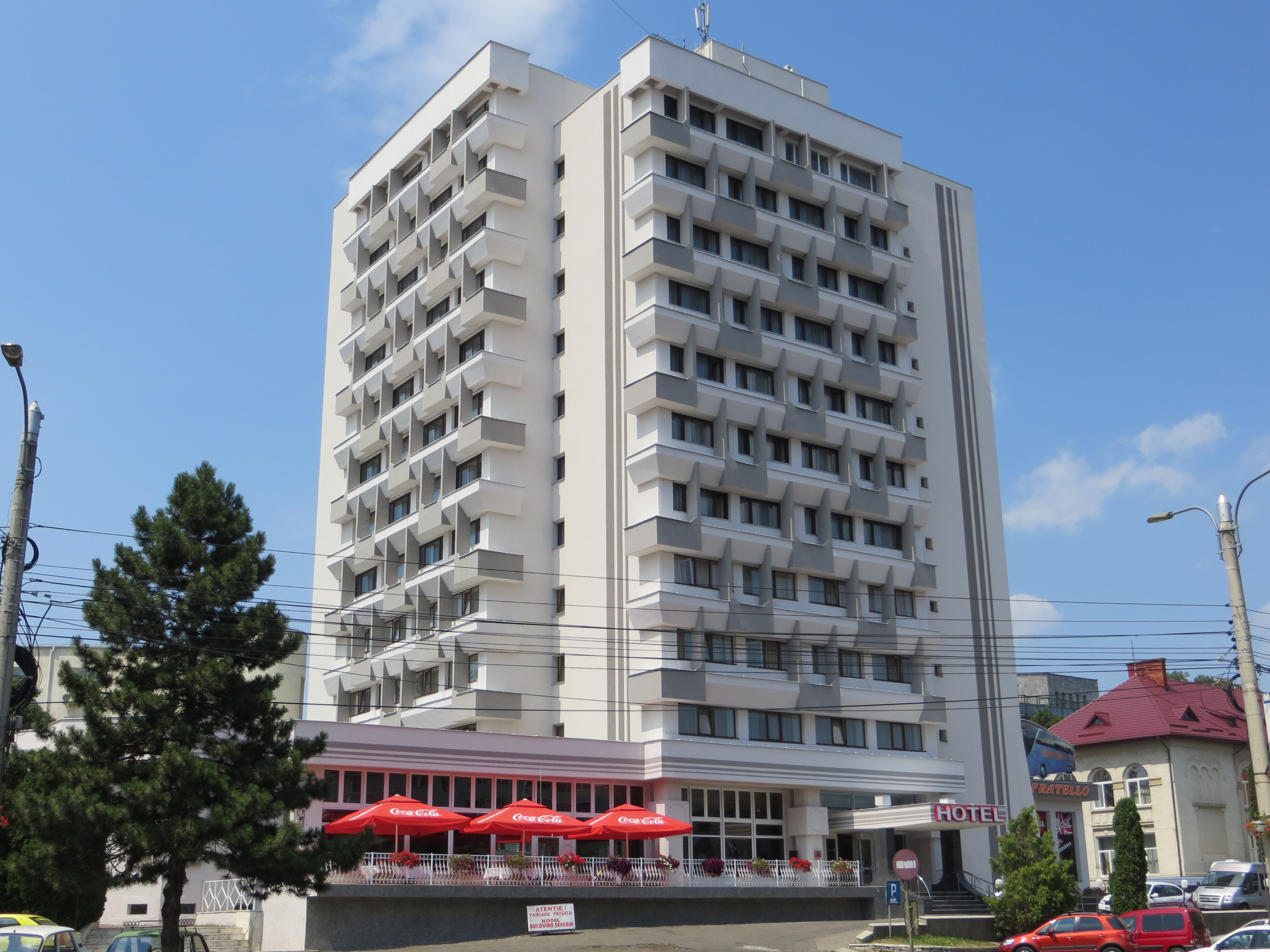
Hotelul „Bucovina”
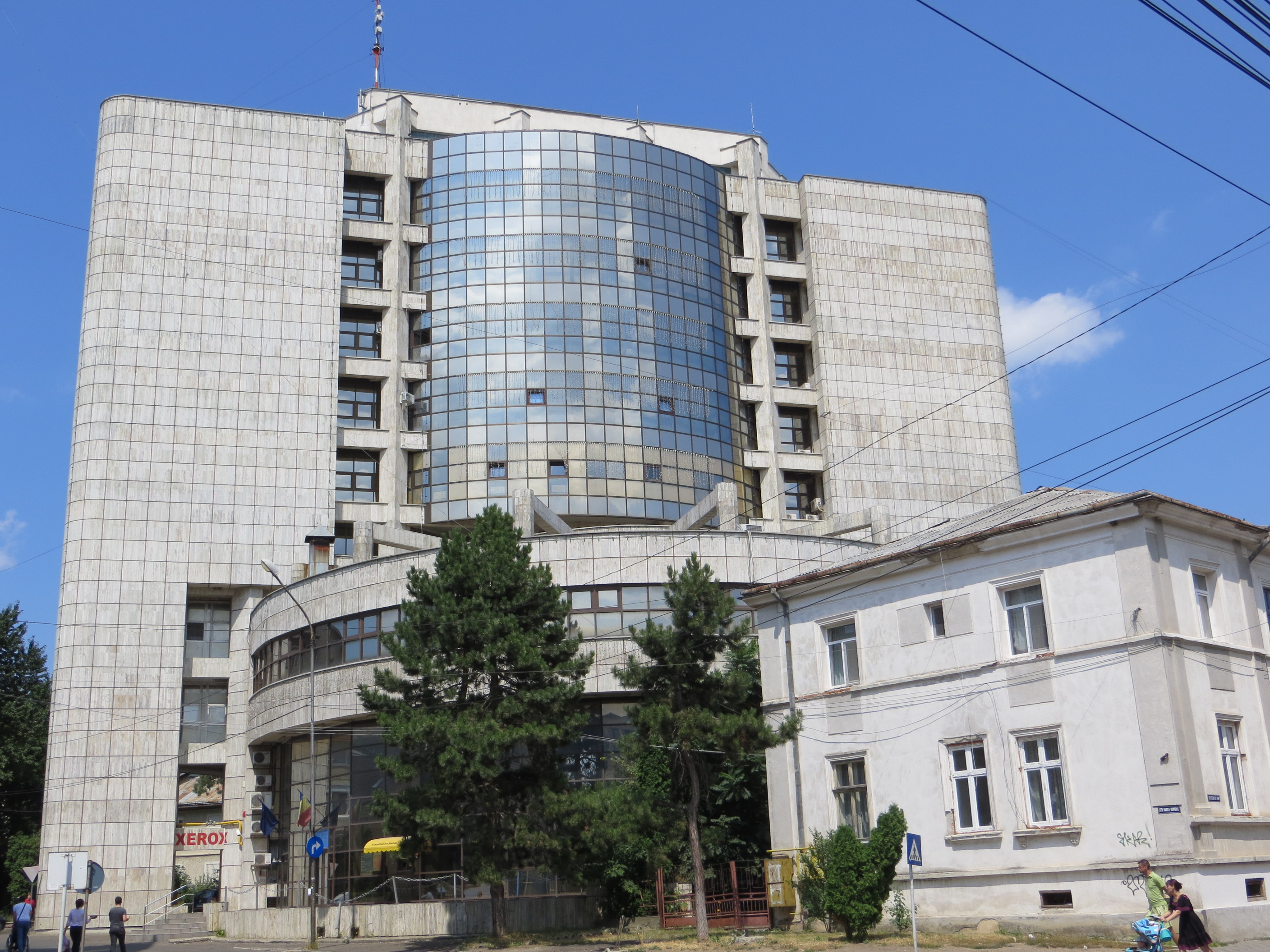
Palatul de Finanțe
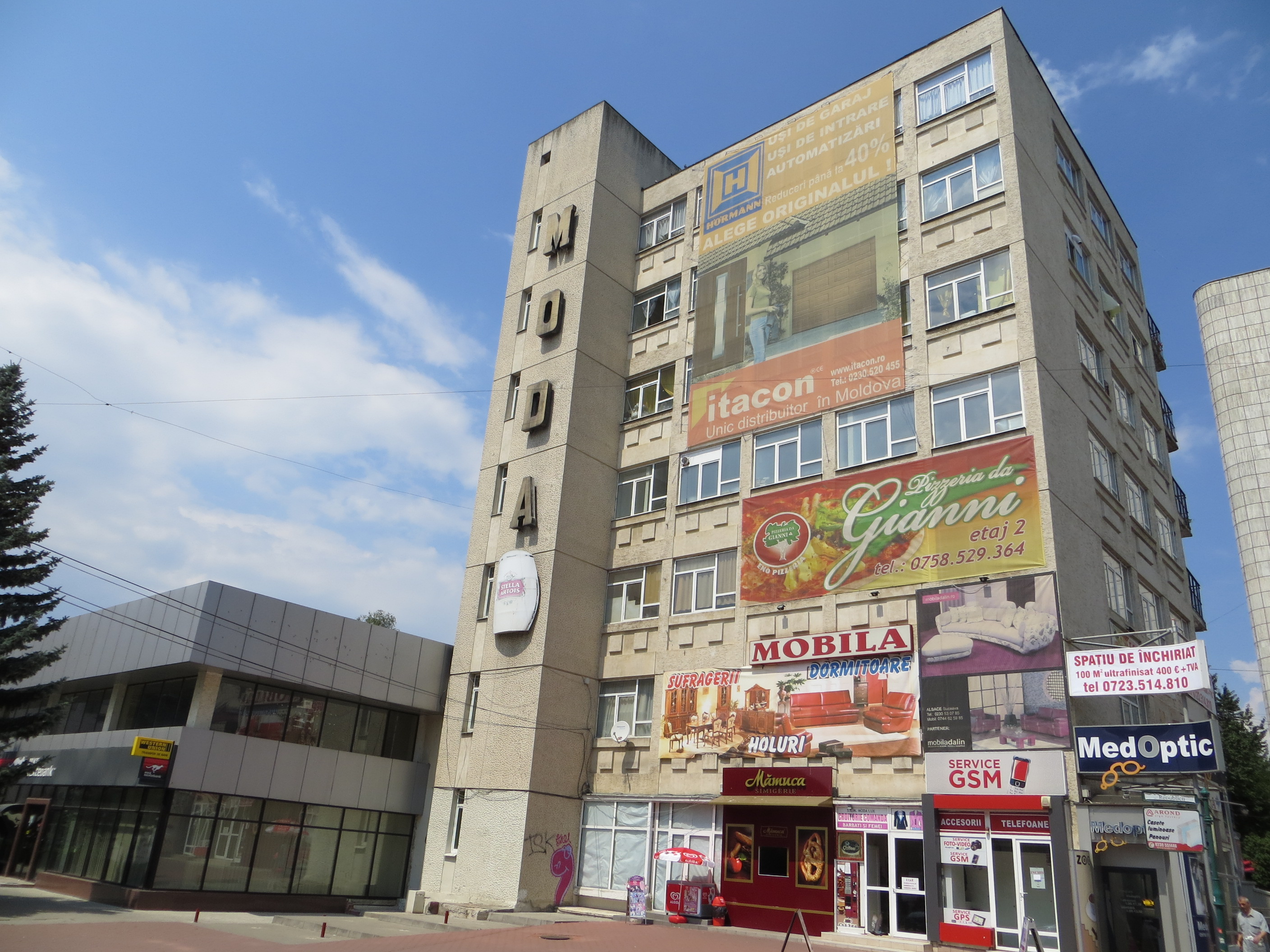
Complexul „Moda”
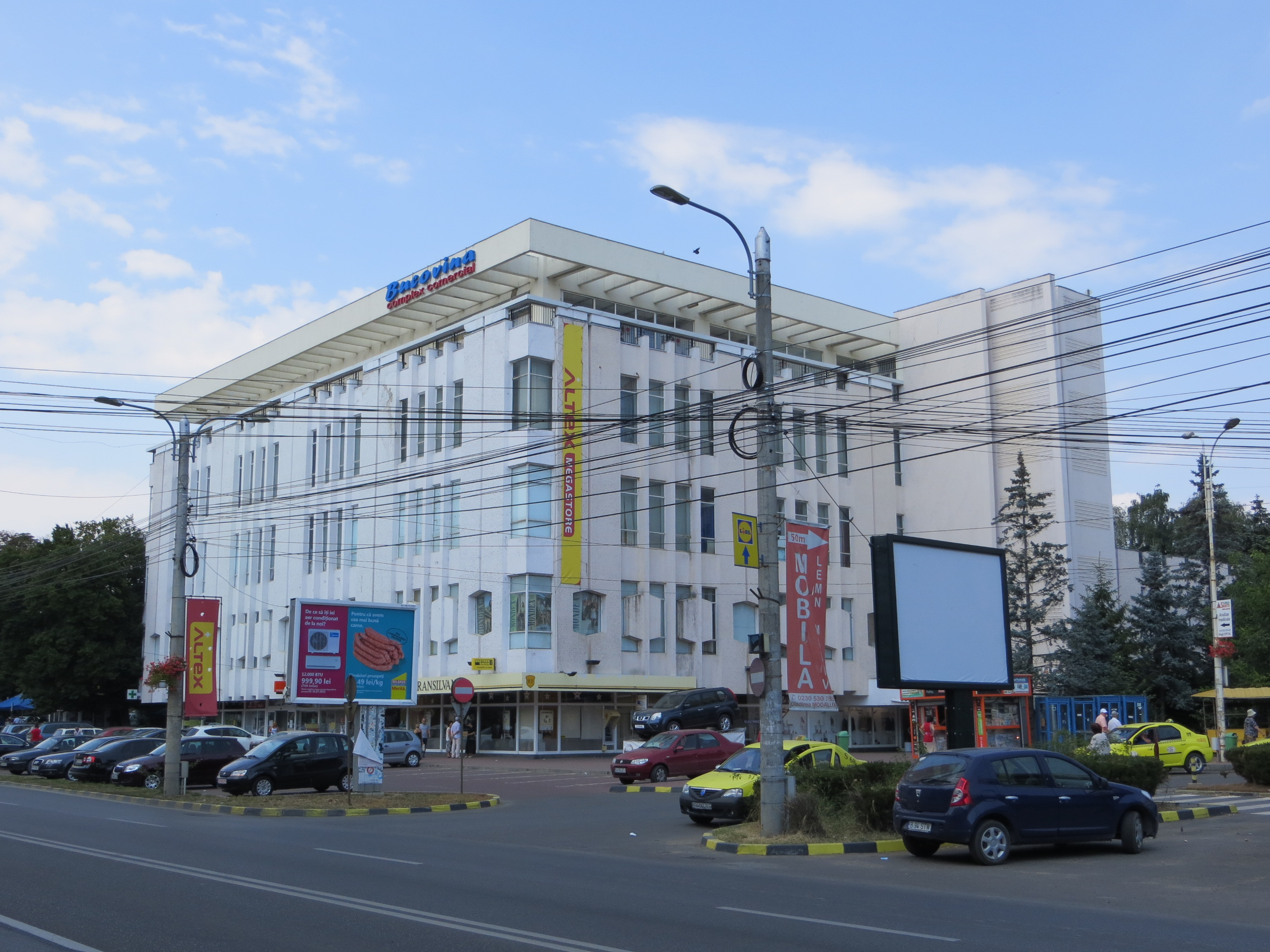
Magazinul Universal „Bucovina”
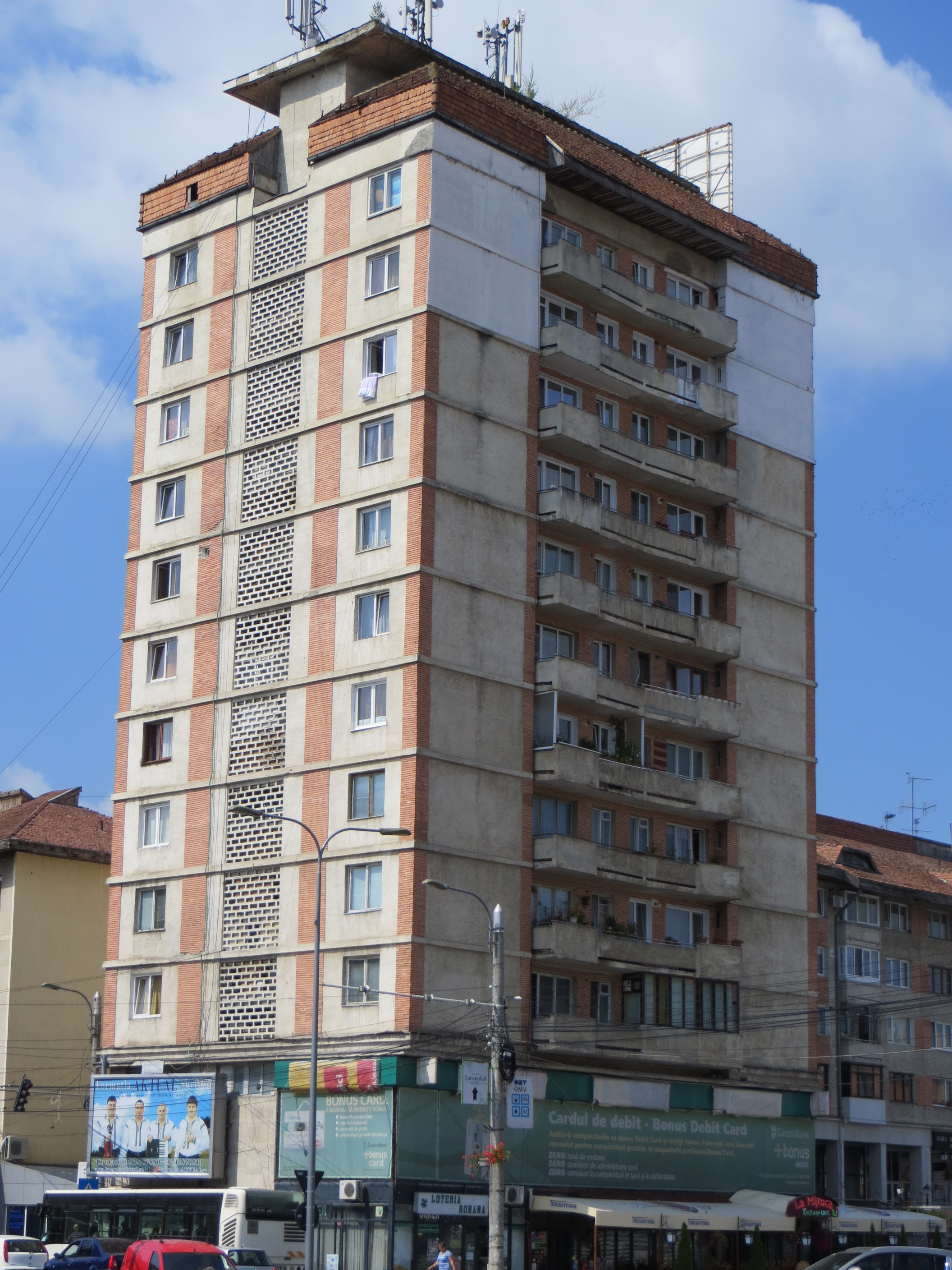
Blocul turn din Piața 22 Decembrie
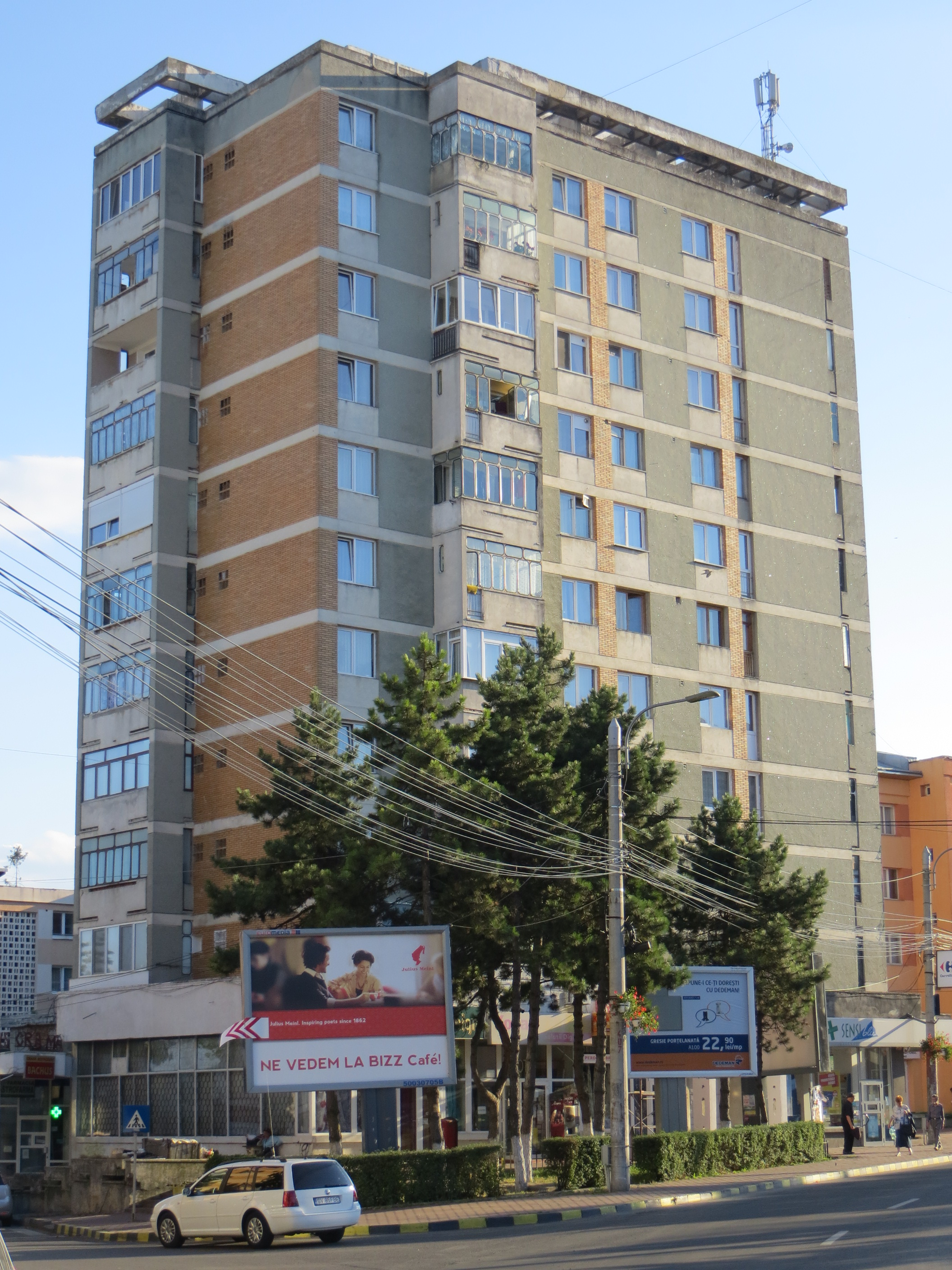
Blocul turn din strada Ana Ipătescu
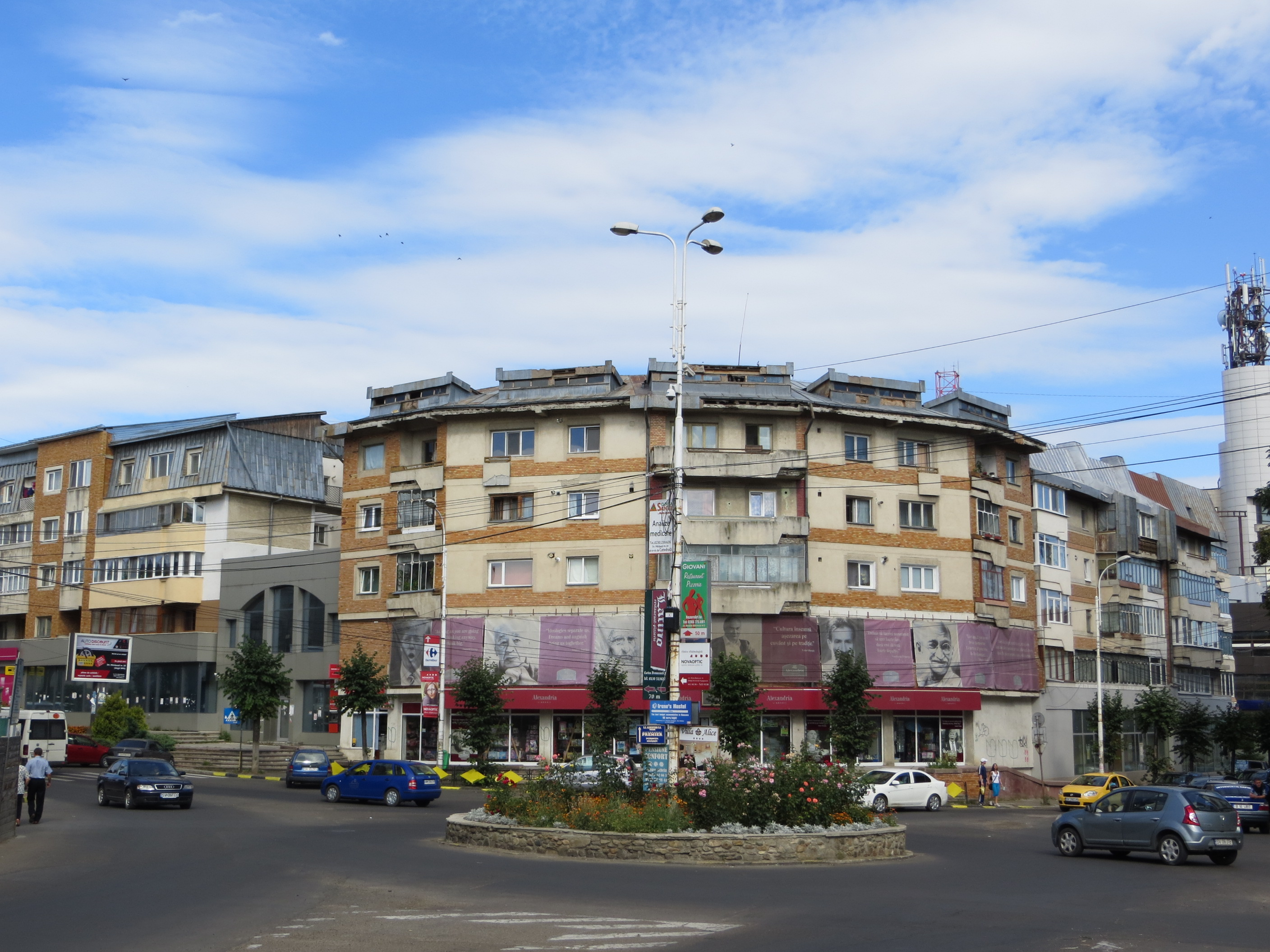
Blocul „Casa Cărții”
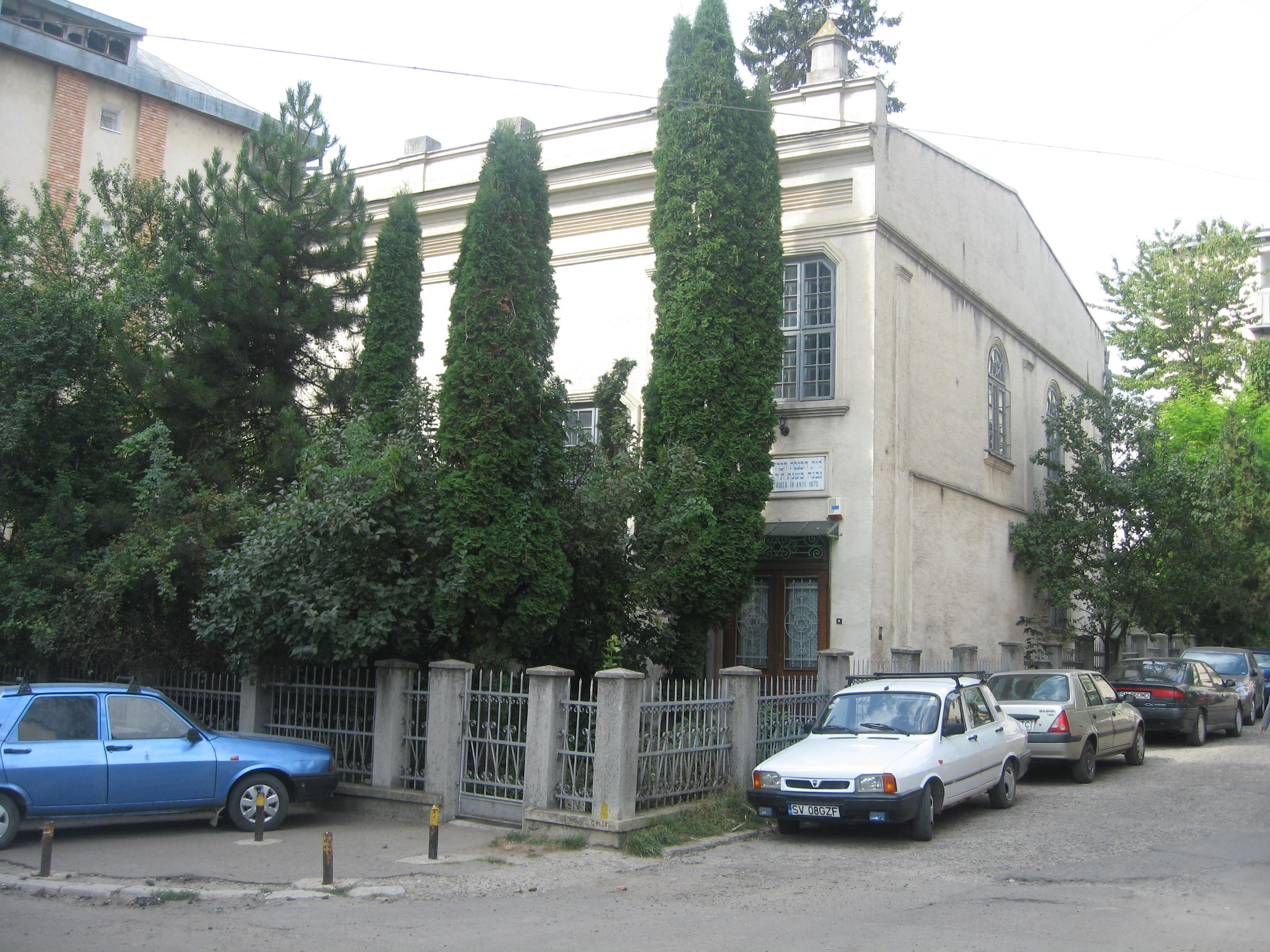
Sinagoga Gah
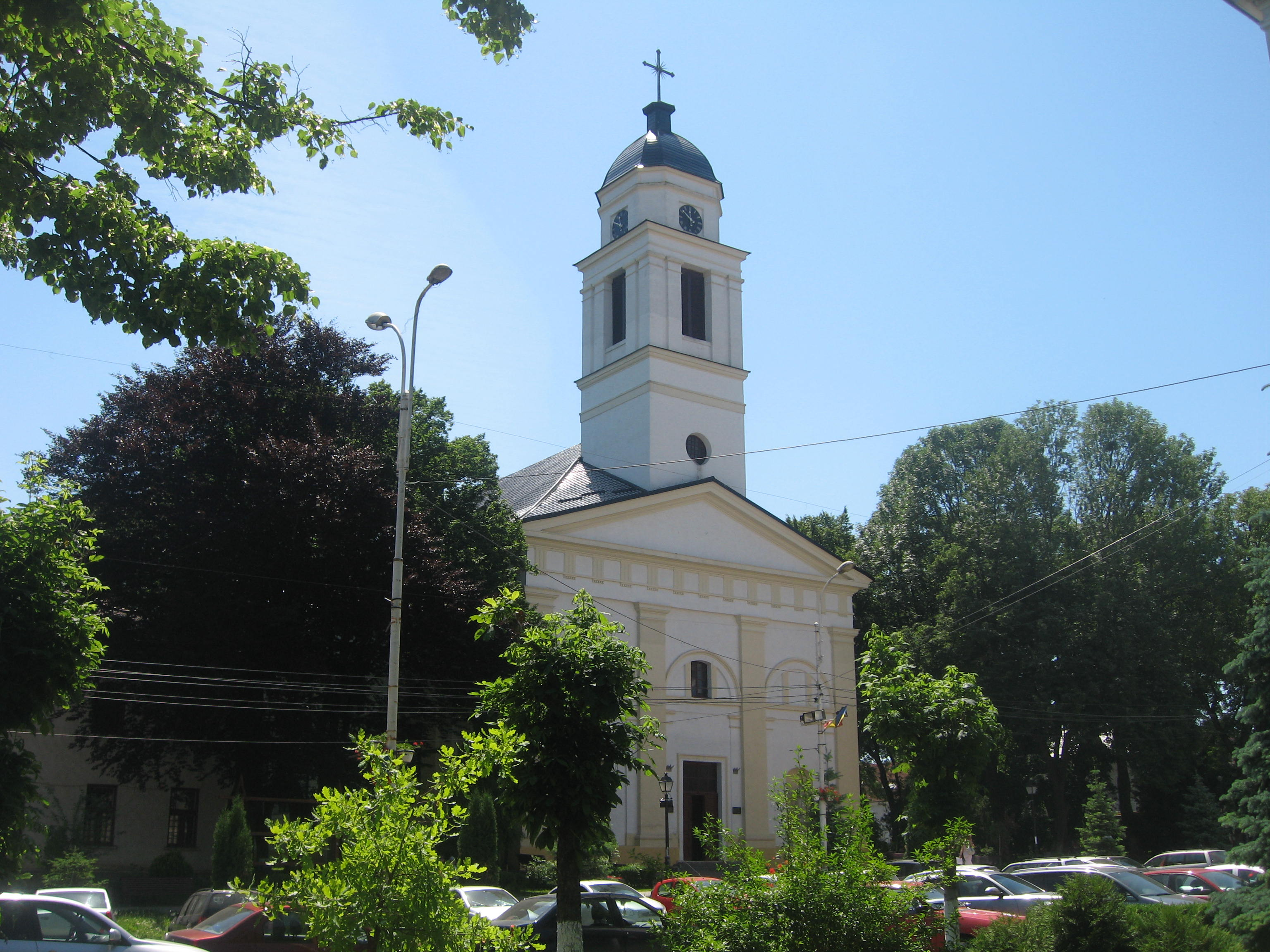
Biserica Sfântul Ioan Nepomuk
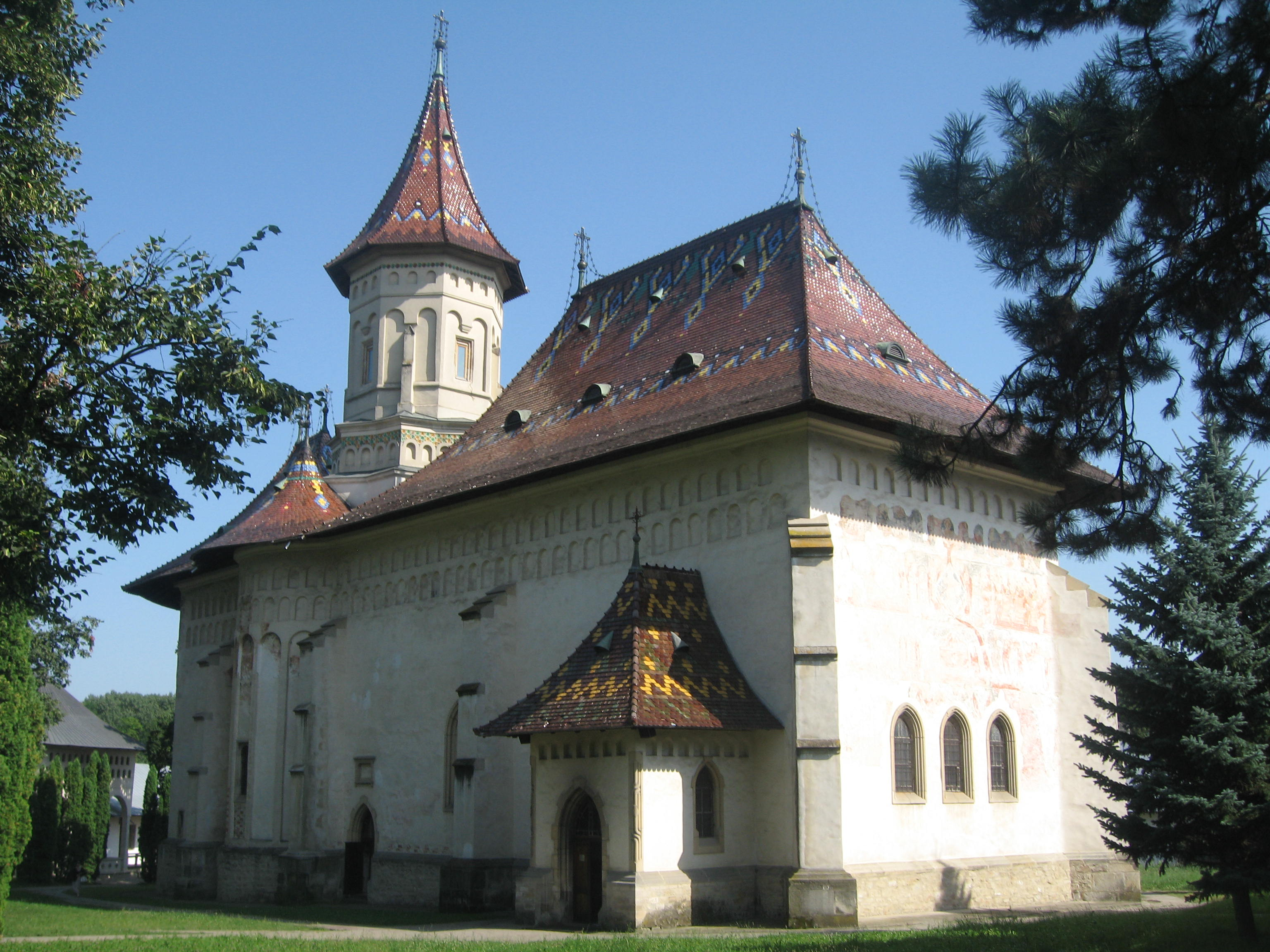
Mănăstirea Sfântul Ioan cel Nou
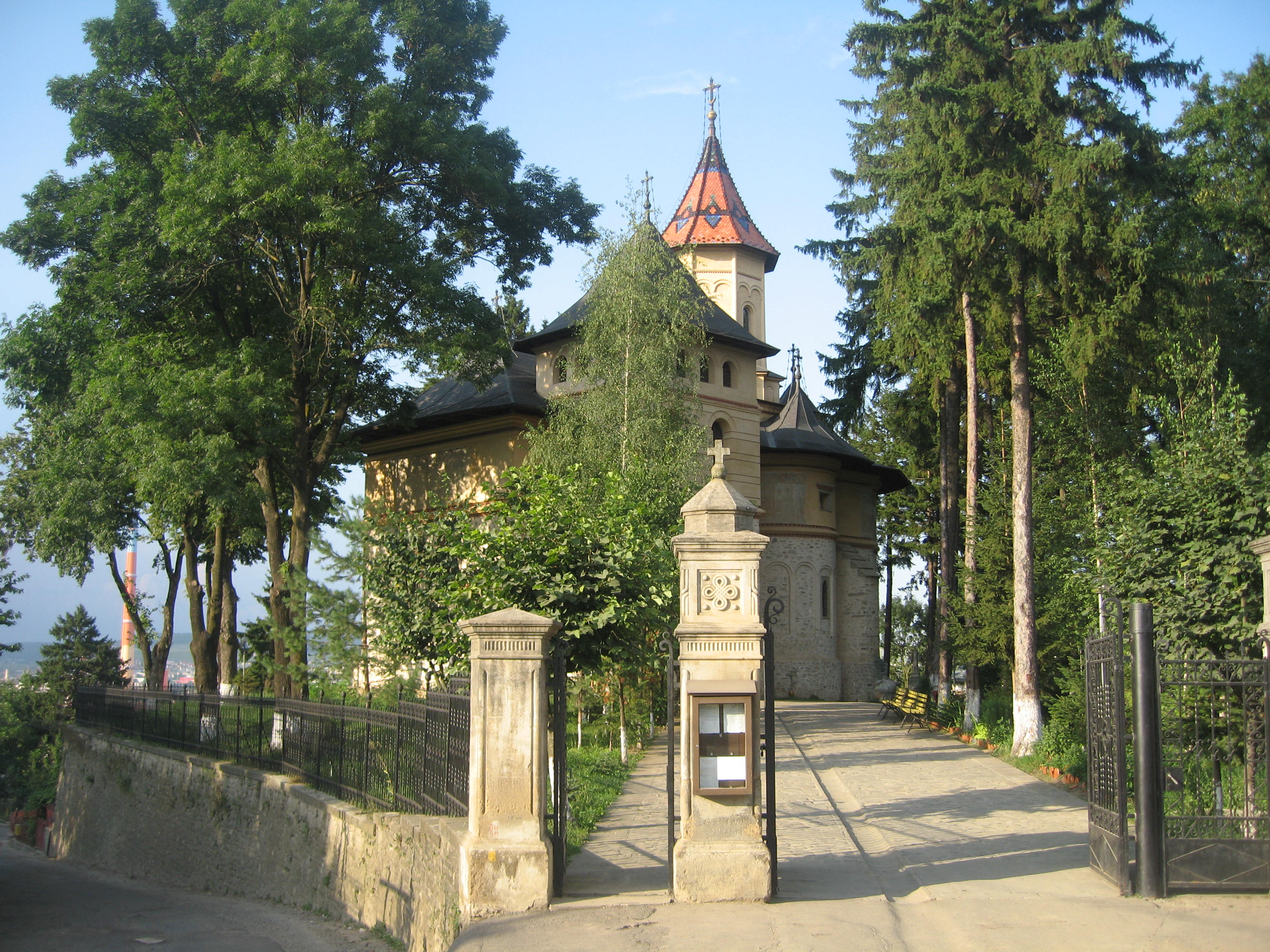
Biserica Sfântul Gheorghe–Mirăuți
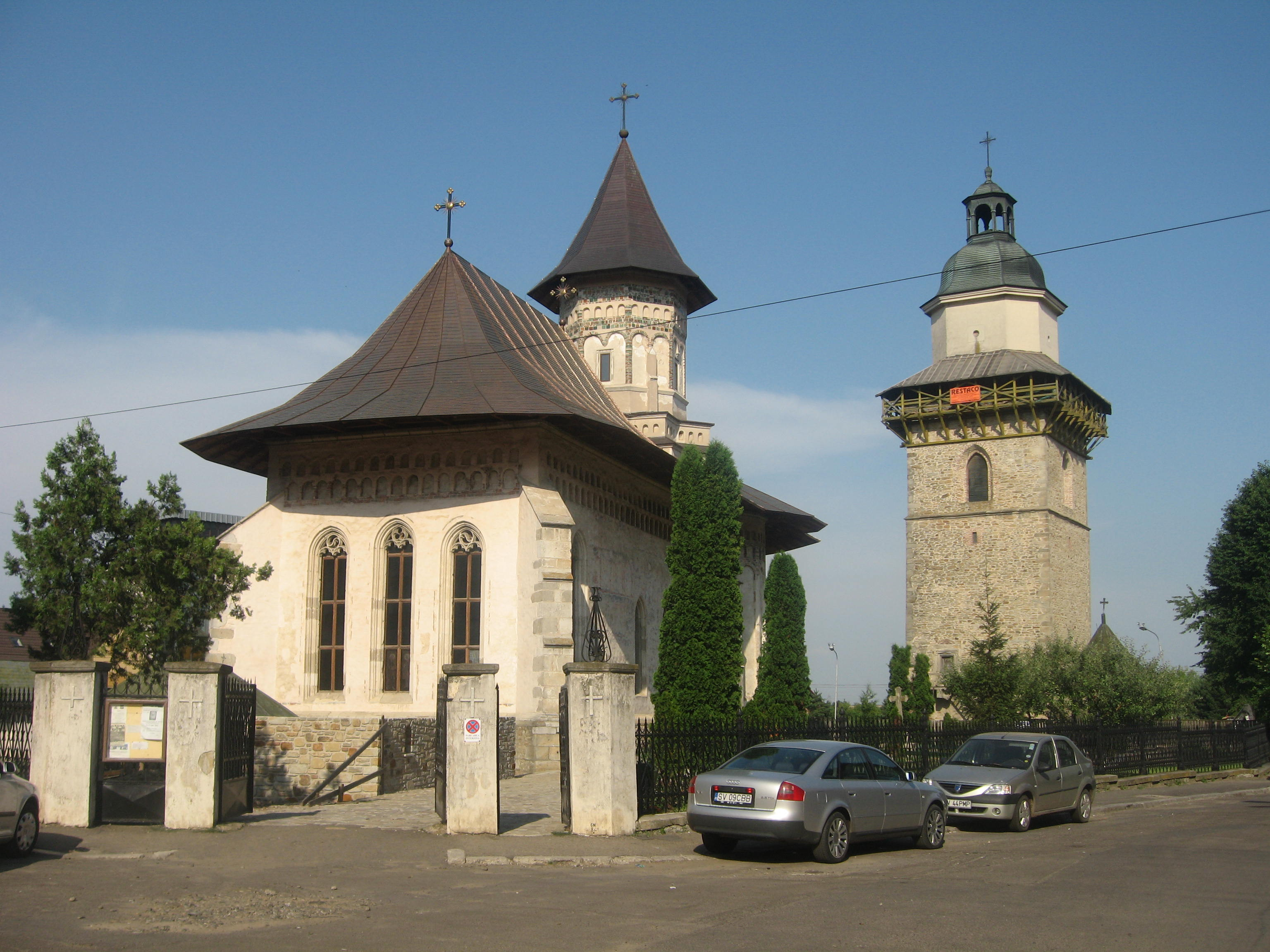
Biserica Sfântul Dumitru și Turnul lui Lăpușneanu
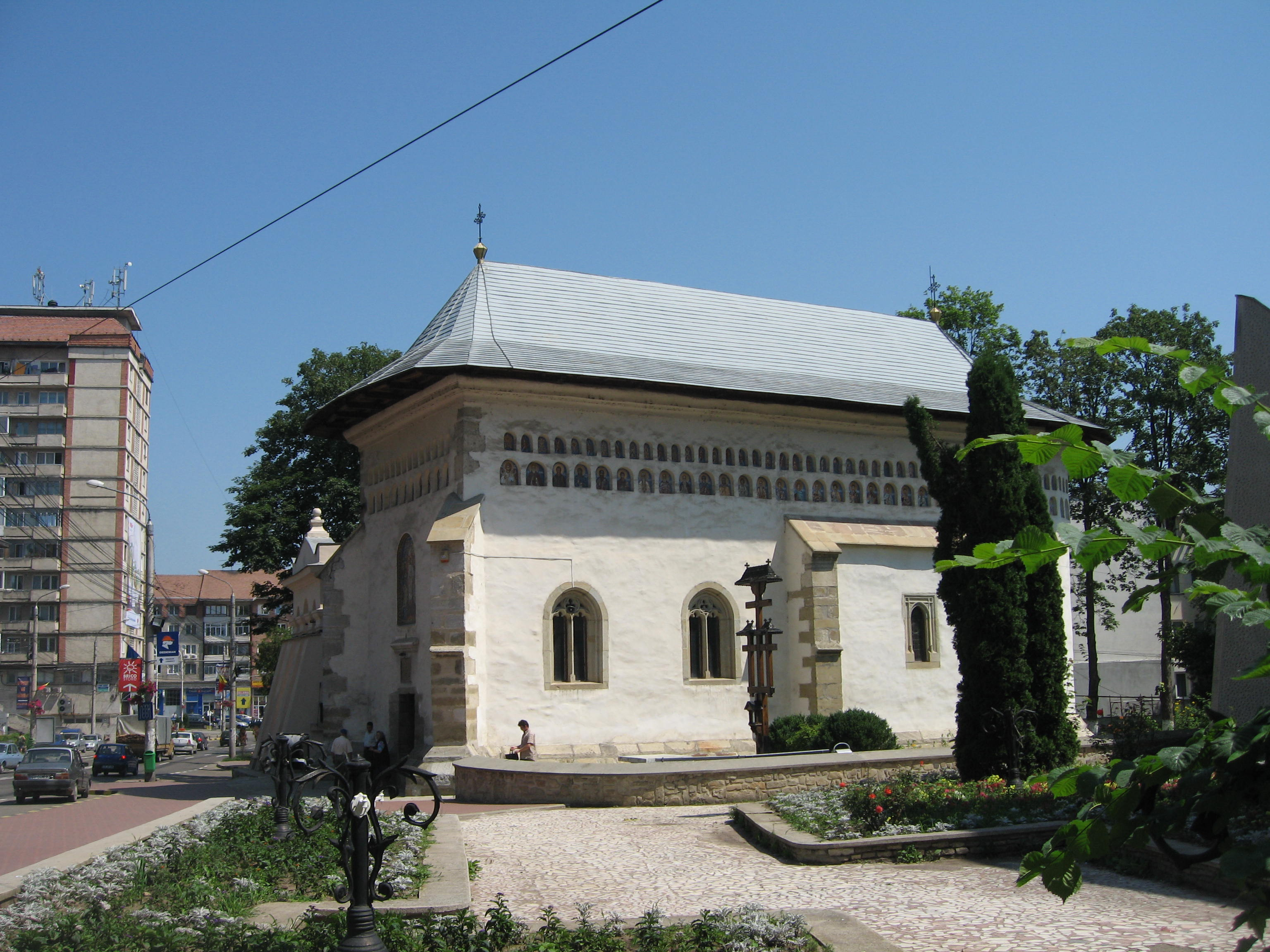
Biserica Învierea Domnului–Văscresenia
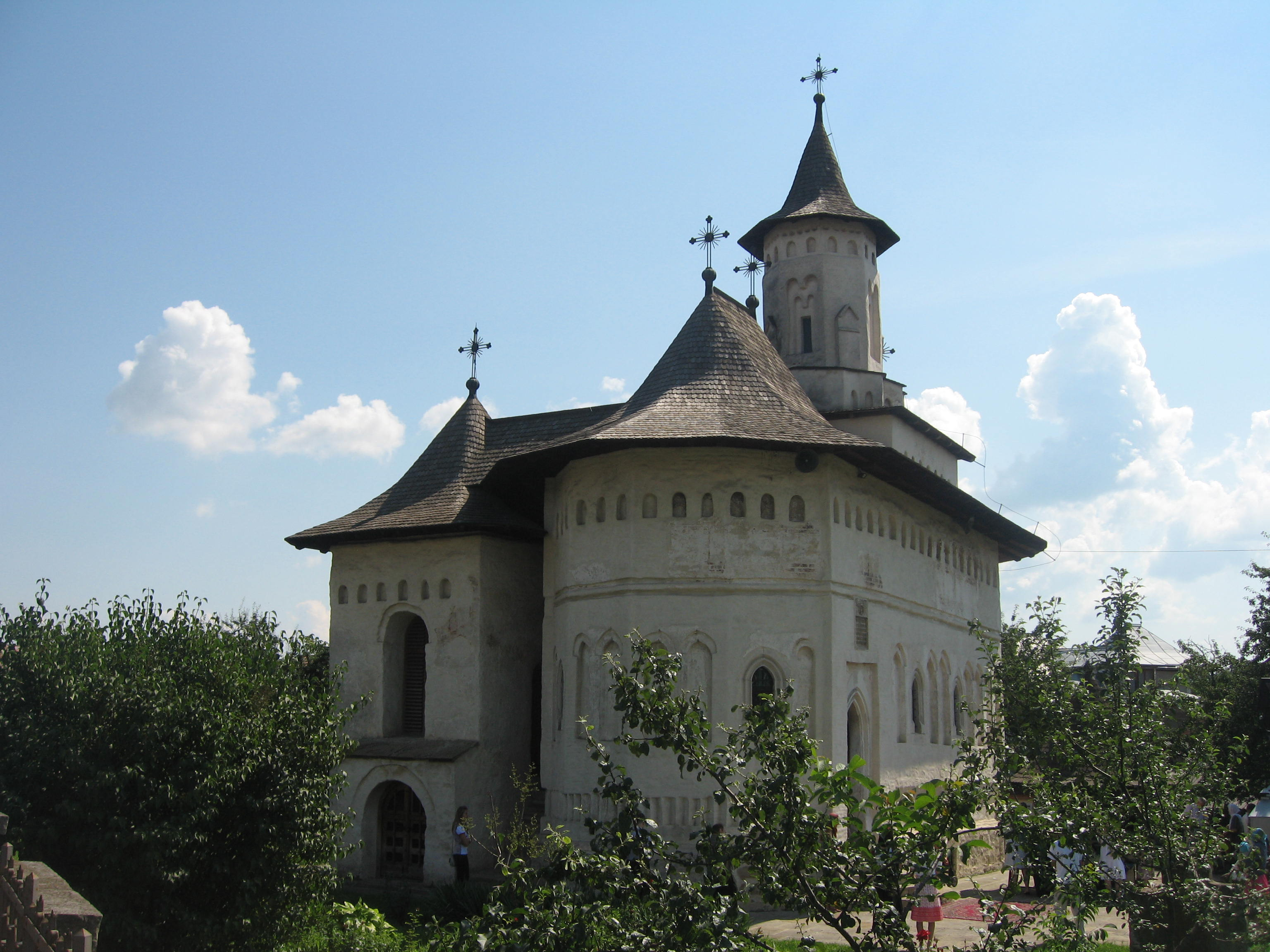
Biserica Coconilor
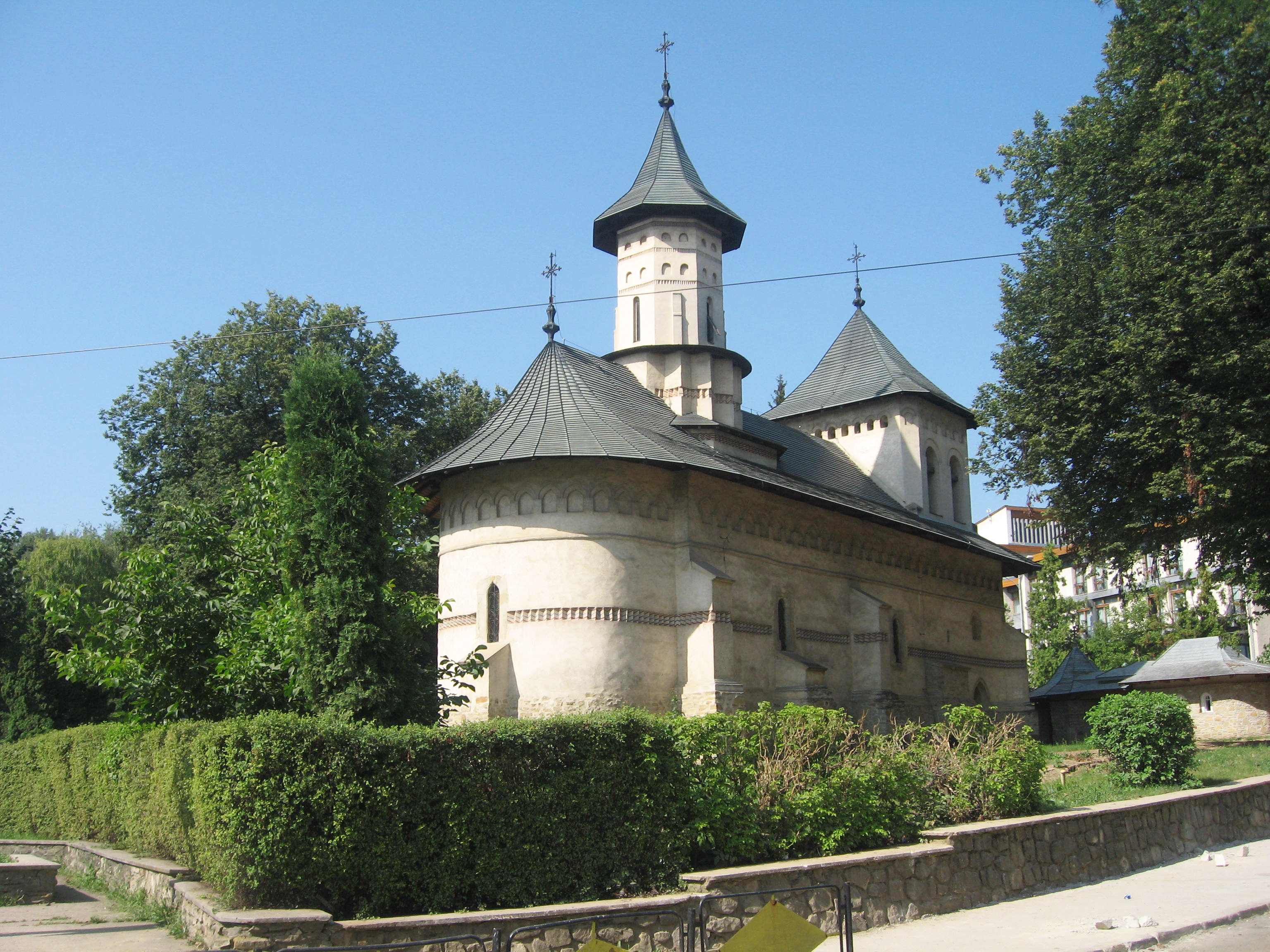
Biserica Sfântul Nicolae–Prăjescu
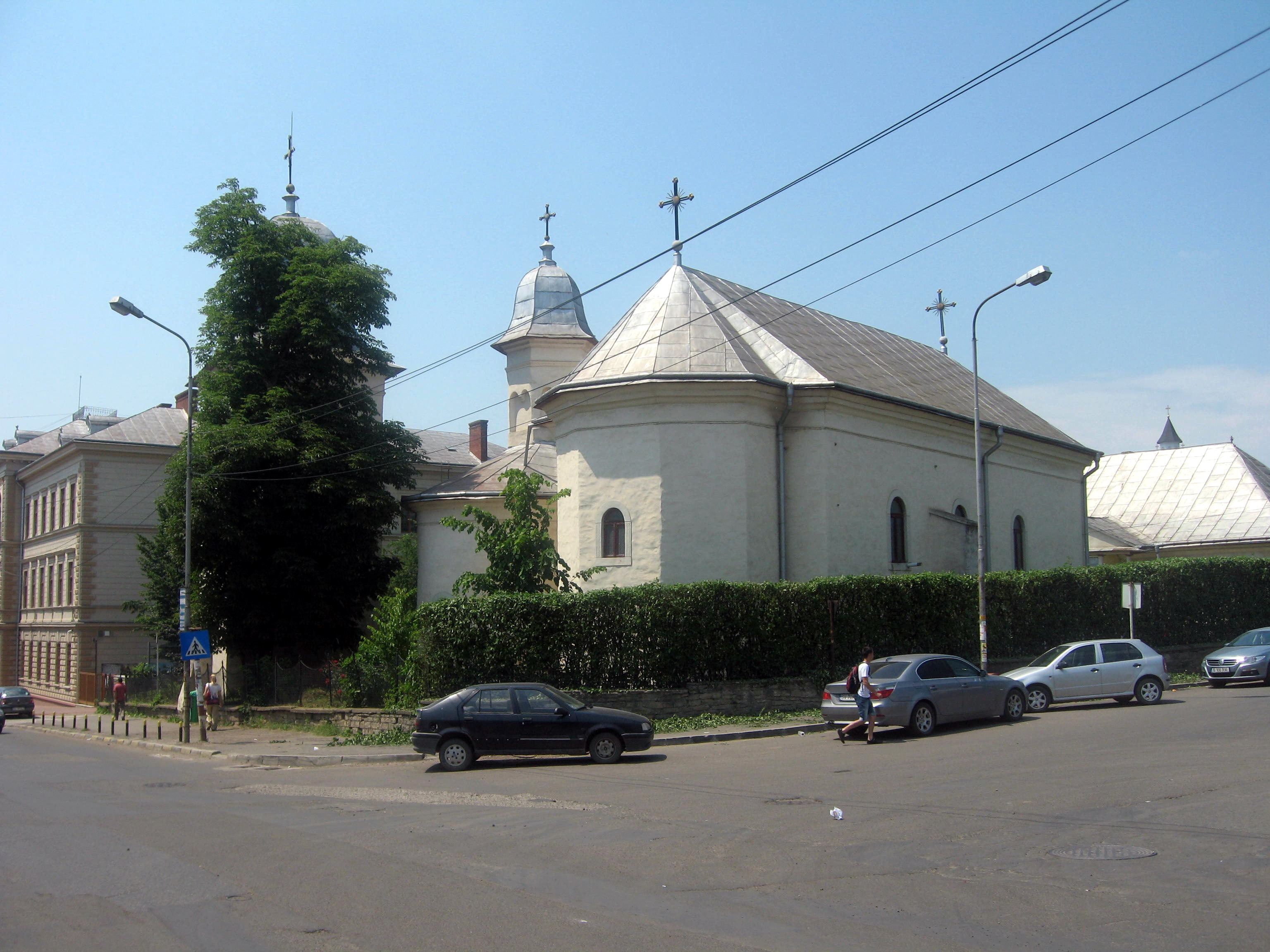
Biserica armenească Sfânta Cruce
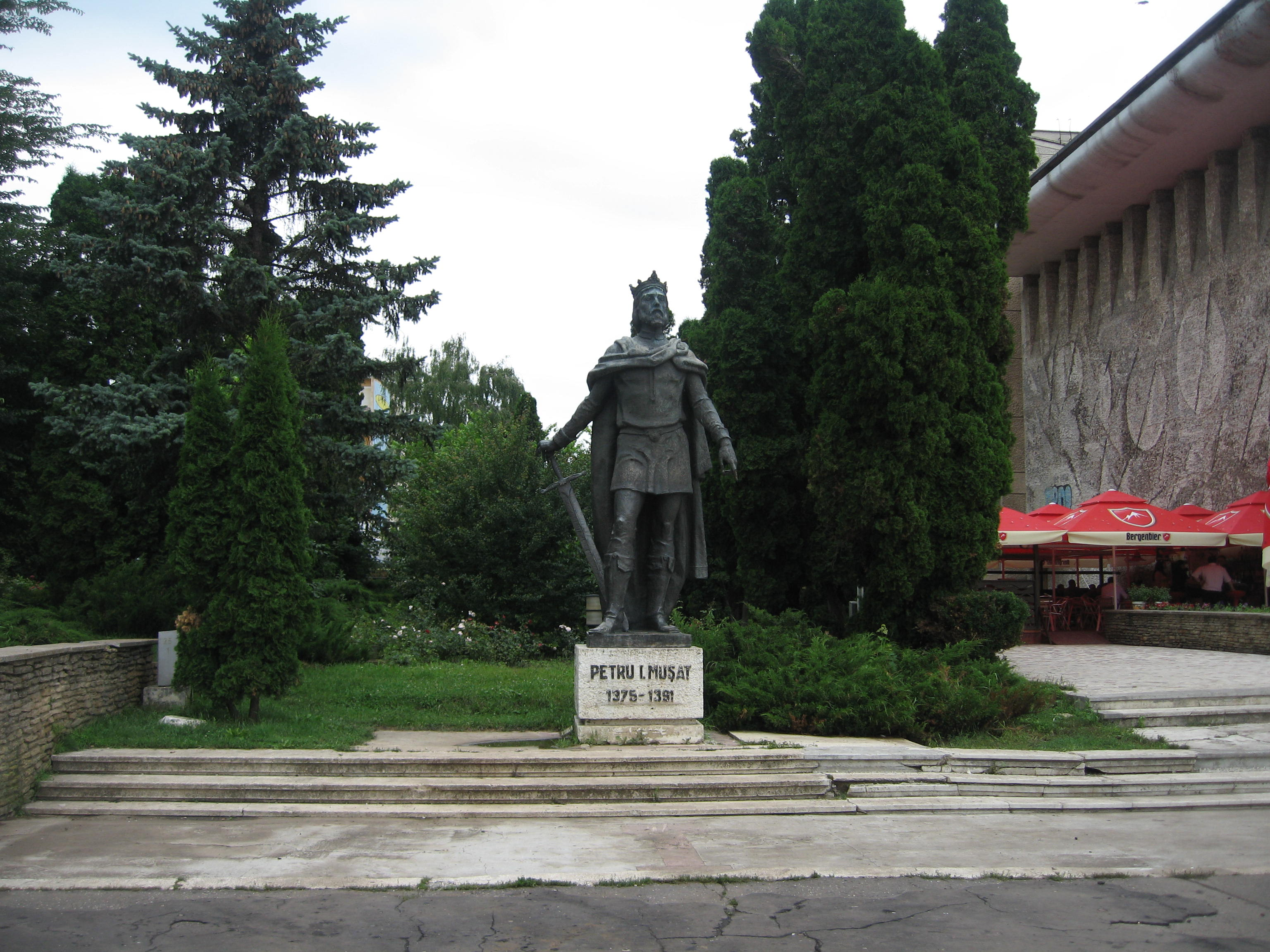
Statuia lui Petru al II-lea Mușat
Bustul lui Ciprian Porumbescu
Bustul lui Simion Florea Marian